# Guerre d'indépendance des États-Unis
Pour un article plus général, voir Révolution américaine.
- bataille de Yorktown (1781)
- bataille de Trenton (1776)
- bataille de Bunker Hill (1775)
- bataille de Long Island (1776)
- bataille de Guilford Court House (1781)

- bataille de Bunker Hill (1775)
- bataille de Québec (1775)
- bataille du cap Saint-Vincent (1780)
- bataille de Cowpens (1781)

Guerre d'indépendance des États-Unis
Batailles
La guerre d'indépendance des États-Unis (en anglais : American War of Independence), également désignée aux États-Unis comme la guerre de la révolution américaine (American Revolutionary War), qui oppose les Treize Colonies, un groupe de colonies frontalières d'Amérique du Nord, au royaume de Grande-Bretagne, de 1775 à 1783, est l'un des processus de la révolution américaine qui voit les États-Unis s'émanciper de l'Empire britannique et accéder à l'indépendance en fondant une république fédérale.
Après sa victoire à la guerre de Sept Ans, le Royaume-Uni s'est imposé comme la première puissance coloniale mondiale. Néanmoins, sa situation financière est catastrophique. Afin d'y remédier, George III met en place des taxes visant les Treize Colonies comme le Stamp Act en 1765, finalement abrogées en 1766 à cause de la colère engendrée dans les colonies. En effet, de plus en plus de colons américains commencent tout juste à refuser d'obéir à ce gouvernement lointain qui leur impose des taxes, jugées injustes. De plus, les Treize Colonies ne sont pas représentées au Parlement britannique, d'où la célèbre phrase « no taxation without representation » (« pas de taxation sans représentation »). En outre, les Américains souhaitent une plus grande autonomie politique et commerciale. Le massacre de Boston (1770) et la Boston Tea Party (1773) cristallisent les tensions. Finalement, le Royaume-Uni, craignant une insurrection armée, organise une saisie d'armes dans les colonies. Celle-ci dérape dans le Massachusetts, ce qui conduit aux batailles de Lexington et Concord en 1775. La guerre d'indépendance est déclarée. Le 4 juillet de l'année suivante, à Philadelphie, les Américains proclament leur indépendance sous le nom d'« États-Unis d'Amérique ».
À la suite de la bataille de Saratoga (1777), d'autres puissances européennes rejoignent le peuple américain, notamment la France. Celle-ci fournit des soldats, du matériel, des dons et des prêts aux insurgés. Elle s'engage ensuite officiellement en 1778. L'aide française navale et terrestre et le soutien de ses alliés contribuent à la victoire américaine, notamment à la bataille de Yorktown qui poussa les Britanniques à rendre les armes et à accepter l'indépendance des États-Unis avec le traité de Paris de 1783.
En 1789, George Washington, commandant de l'armée continentale durant le conflit, devient le premier président des États-Unis d'Amérique. Le principal fondement de la nouvelle nation américaine est alors le principe de liberté des individus. En réalité, les femmes, les esclaves et les Noirs libres sont les grands exclus de la Déclaration des droits et demeurent les oubliés de la révolution américaine.

## Origines de la rupture avec la métropole

Les treize colonies qui entrèrent en rébellion avec leur métropole

### Lois controversées
La guerre de Sept Ans (1756-1763), connue pour ses combats en Amérique du Nord sous le nom de French and Indian War, opposa la Grande-Bretagne à la France et à l'Espagne. Ce conflit vida les caisses de la Couronne britannique. Londres décida alors de faire supporter une partie des frais de guerre aux colons américains. Le Parlement britannique imposa de nouvelles taxes en votant une série de lois qui provoquèrent le mécontentement de ceux-ci (Sugar Act en 1764, Stamp Act en 1765, Townshend Acts en 1767, Tea Act en 1773). Ils refusèrent de payer parce qu'ils n'étaient pas représentés politiquement à la Chambre des communes à Londres, revendication résumée dans le slogan No Taxation Without Representation.
Avec la proclamation royale de 1763, le gouvernement britannique empêcha également les colons des treize colonies d'étendre leurs territoires à l'ouest des monts Appalaches afin, entre autres, d'éviter les conflits avec les Amérindiens.

### Contentieux économique et social
Les colons américains, en particulier les marchands des ports de la Nouvelle-Angleterre, reprochaient à la Grande-Bretagne sa politique commerciale : le trafic de certaines marchandises comme le thé était réservé aux navires britanniques, en vertu du monopole en vigueur. D'autre part, dans le but d'atrophier l'économie américaine, les Britanniques en vinrent à interdire à leurs colonies de vendre leurs produits à un autre pays que la Grande-Bretagne, car l'on estimait que si les colons avaient le droit de vendre leurs produits comme bon leur semblait et à qui bon leur semblait, les treize colonies américaines regorgeraient d'argent, qui ne profiterait pas à la couronne.

## Rapport de force avant 1778

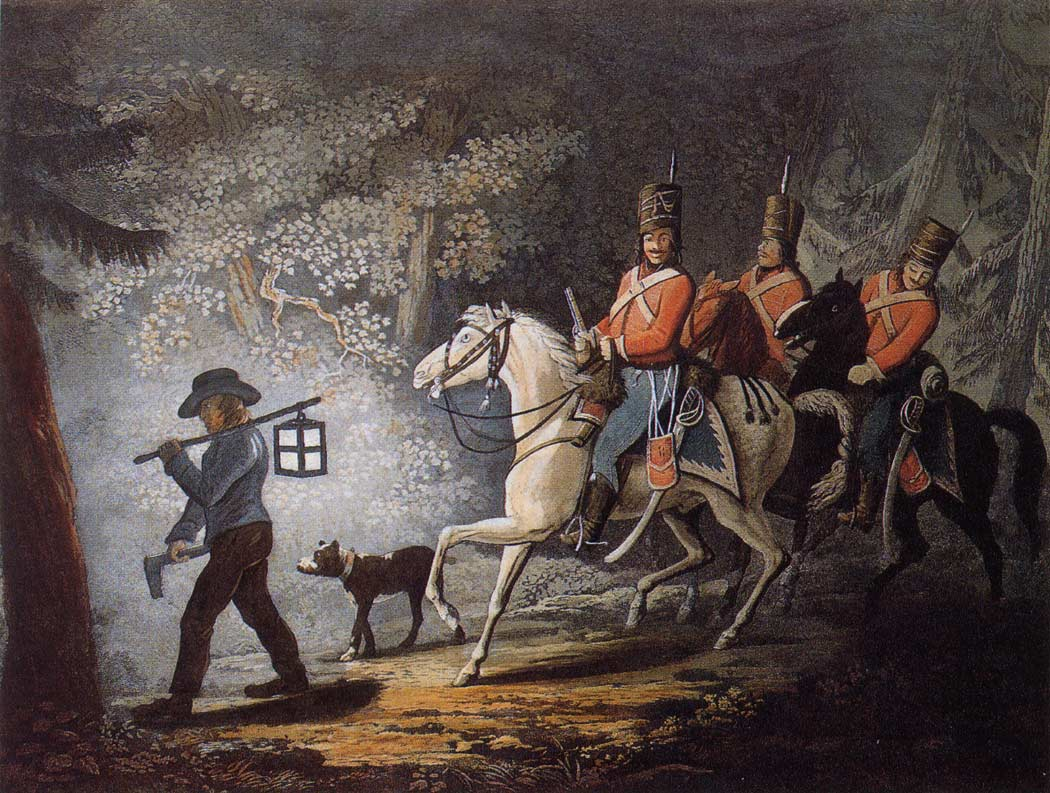
Hessois durant la guerre d'indépendance des États-Unis.

### Planteurs et puritains d'un côté, Écossais, noirs et Amérindiens de l'autre
Certains historiens affirment que la révolution américaine fut une guerre civile entre loyalistes et patriotes[réf. nécessaire].
Dès la proclamation d'indépendance du 4 juillet 1776, chacun dut choisir. Les favorables à l'indépendance furent appelés « Americans », « Patriotes », « Insurgents » ou encore « Congressistes ». Les autres furent appelées « loyalistes » ou les « hommes du roi ».
Le Congrès disposait de 40 à 45 % d'opinions favorables dans la population. Les loyalistes, représentant 15 à 20 % de la population, étaient partisans du roi George III durant la guerre. Quelques-uns (particulièrement dans les Carolines) changèrent de camp.
Les descendants des puritains de Nouvelle-Angleterre, les planteurs de la côte dans le Sud, et les « Scots-Irish » d'Ulster de l'arrière-pays ont soutenu les patriotes. La très grande majorité des esclaves noirs libérés et des Amérindiens étaient de l'autre côté, de même que les immigrants récents d'Angleterre et les Écossais des Highlands, implantés dans le piémont des Appalaches, qui ont eux soutenu les loyalistes.
Les quakers de Pennsylvanie, généralement pacifistes, ne voulaient pas combattre.

### Forces américaines contre forces britanniques
Au départ, les insurgés n'avaient qu'une petite armée de 5 000 hommes et l'essentiel des forces reposait sur des milices : en 1775, le général Gage disposait d'une armée d'environ trois-mille-cinq-cents hommes dans le Massachusetts, alors que l'armée britannique pouvait aligner au plus quarante-neuf-mille hommes, en dehors des milices.
Tout le monde n'étant pas favorable à la guerre, créer une armée était difficile. Dans un premier temps, cette armée n'était que des milices des États américains ; mais ces dernières, composées de vétérans de la French and Indian War aussi bien que de fermiers et autres volontaires, s'entraînaient une à deux fois par semaine sous le commandement d'ex-officiers de l'armée britannique. Le refus du Congrès de l'aider frustrait George Washington. Ses hommes avaient désespérément besoin de tentes, de chaussures, de nourriture, de fusils et de munitions.
Former une véritable armée était le premier objectif de George Washington. Les Britanniques pensaient que les forces américaines n'étaient que des rebelles désorganisés. Une victoire décisive et les Américains se rendraient. Au contraire, le seul but de George Washington était de survivre, de remporter quelques petites victoires et d'éviter une lourde défaite.
Le Congrès continental nomma George Washington commandant en chef de l'armée continentale (qui deviendra après guerre l'United States Army). Washington avait été, de longues années durant, officier de la milice de Virginie, opérant notamment lors de la guerre de Sept Ans, contre les Français du Canada. Il avait été impliqué dans « l'incident » (selon les Anglais et Américains) de Fort Necessity, que la Cour de France a considéré comme une traîtrise majeure. Ce qui expliquera, vingt ans plus tard, le peu d'empressement initial de Versailles pour aider les Insurgents.[réf. nécessaire] Bien que plus de 250 000 hommes servissent du côté américain, l'armée ne dépassa jamais 90 000 hommes, et Washington n'en commanda directement pas plus de 17 000. Au total, 148 000 hommes ont servi dans l'armée continentale tout au long de la guerre, tandis que les milices coloniales ont mobilisé pour leur part environ 145 000 hommes. L'armée américaine était cependant bien moins organisée que l'armée britannique : moins disciplinée, elle subit de nombreuses désertions et la solde restait aléatoire.
La Grande-Bretagne dispose en Amérique du Nord de 22 000 soldats britanniques et de 25 000 soldats loyalistes. Ces forces sont renforcées par 30 000 auxiliaires ou mercenaires allemands loués par leurs souverains,
Au sein de l'Amérique britannique continentale les autres colonies restèrent fidèles à la Grande-Bretagne : la province de Québec, la province de Nouvelle-Écosse, Terre-Neuve la Floride occidentale et la Floride orientale. Dans ces deux dernières, peu peuplées, les Britanniques recrutèrent des Séminoles.

### Les dizaines de milliers d'esclaves noirs libérés par les Anglais
La guerre d'indépendance des États-Unis a été considérée par des historiens américains comme « l’occasion du plus grand soulèvement d’esclaves de notre histoire »,. Si la majorité des esclaves noirs travaillant dans les 13 colonies ne furent pas affranchis, plusieurs dizaines de milliers se sont enfuis ou ont été libérés par les Anglais,, dans les deux Caroline, mais aussi en Virginie, en Géorgie ou encore dans le Maryland, en échange de leur enrôlement dans les combats. Parmi eux, 20 appartenaient au futur président américain Thomas Jefferson, planteur en Virginie.
Au total, « on estime qu’environ 100 000 personnes tenues en esclavage ont ainsi trouvé asile à l’arrière des lignes britanniques ». Parmi ce nombre, ceux qui ont réussi à s'enfuir définitivement furent plus nombreux que les volontaires pour combattre dans l'un ou l'autre camp. Environ un tiers des 15 000 esclaves de la Géorgie et plus de 20 000 de la Caroline du Sud se sont enfuis pendant la Guerre, en grande partie vers la Floride espagnole, comme les 8 500 sont partis avec les Britanniques lors des évacuations de Savannah et Charleston. D'autres sont partis vers les bois et les montagnes de l'arrière-pays, où ils ont constitué des gangs hors-la-loi difficiles à traquer. Beaucoup sont morts de malnutrition et quelques uns furent capturés par des officiers et revendus. En 1786, deux ans après la guerre, pas moins de 100 esclaves en fuite vivaient dans une communauté sur une île de la rivière Savannah. Selon Jill Lepore, historienne à Harvard, c'est ce qui « a fait pencher la balance en faveur de l’indépendance américaine » en faisant basculer les riches propriétaires d'esclaves contre l'Angleterre.
Les Anglais ont été les premiers à recruter des esclaves comme combattants dès les premiers jours de la guerre. Dès le 19 avril 1775, quand les premiers combats éclatèrent à Lexington et à Concord, plus au sud, le gouverneur de Virginie Lord Dunmore, menaça d’armer des esclaves pour contrer l'insubordination croissante des Blancs dans sa colonie et dans les mois qui suivirent il en recruta des centaines. En mai, des rumeurs circulent à Charleston à ce sujet et la milice de la Caroline du Sud est « appelée principalement pour se prémunir contre toute tentative hostile » des Anglais en la matière. À peu près au même moment, des fugitifs se rassemblent sur l’île Sullivan, dans le port de Charleston, protégé par la flotte britannique, après qu'une attaque américaine contre l’île ait « tué plusieurs d'entre eux », les « premières victimes de la guerre d’Indépendance dans le Sud ». En mars 1776, lorsque la Caroline du Sud s'est déclarée indépendante de la Grande-Bretagne trois mois avant les 13 colonies dans leur globalité, elle citera comme motif le fait que les Britanniques avaient « excité les insurrections domestiques » et « les ont armés contre leurs maîtres ».
La politique Lord Dunmore contribua à la guerre, car « les rumeurs autour de son plan alarmèrent les propriétaires Blancs » et « de toutes les préoccupations, la plus grave était la menace contre esclavage », l'obligeant « dans un premier temps » à renoncer officiellement à cette idée. Mais dès novembre 1775, il y revient, avec prétexte de sanctionner des indépendantistes qui avaient capturé quelques marins anglais, par le biais d'un appel officiel, qui promit l'affranchissement à tous les esclaves s'enrôlant dans l'armée britannique : c'est la Dunmore's Proclamation, effectuée dans le village de Kemp’s Landing.
Cette proclamation « suscite immédiatement un large mouvement de défection » des esclaves « des fermes et plantations »,. Pour les militaires anglais, qui l'avaient nourri en réquisitionnant les stocks alimentaires dans les plantations, il « dépassa leurs espérances ». La Virginia Gazette annonce que Norfolk (Virginie) est « pleine d’esclaves, prêts à s’insurger sous les ordres de leur chef ». Dunmore crée pour eux le « régiment éthiopien » qui dès la Bataille de Great Bridge du 9 décembre 1775, constitue près de la moitié des militaires britanniques.
Il confie d'abord en 1775 à beaucoup d'autres des rôles de soutien : construction de tranchées et ouvrages mécaniques, fabrication de chaussures, forge et menuiserie, et aux femmes, des missions d'infirmières, cuisinières et couturières , car le camp d'en face conteste ces recrutements sur le plan juridique. Mais après la déclaration de la guerre, le besoin de combattants supplémentaires l'amène à armer des esclaves noirs avec des fusils. « Des dizaines de milliers de noirs cherchèrent à rejoindre » ce régiment éthiopien, et si « peu d'entre eux y parvinrent réellement » lors de sa création, leurs défections « sabotèrent » l'économie de plantation. La déclaration de Lord Dunmore s'est en effet répandue comme une « trainée de poudre » chez les esclaves et a aussi semé la « fureur » et « la panique en Caroline du Nord et du Sud car tous les gouverneurs royaux font savoir qu'ils vont s'inspirer de cette stratégie », avec pour conséquence involontaire de « précipiter l'adhésion des élites locales à la cause » indépendantiste.
Ce que les historiens appellent « l'insurrection de Dunmore », a provoqué chez les esclaves « un départ massif des plantations ». Au même moment, les opérations militaires anglaises « se déportent au Sud » : chassé des terres par les propriétaires d'esclaves, Lord Dunmore « attaque les plantations depuis ses navires », ce en quoi « ses soldats et marins noirs lui sont fort utiles ». Pendant la guerre, la part de la population noire a chuté de manière significative en Géorgie, passant de 45,2 % de la population à seulement 36,1 %, car 7 000 des 21 000 noirs de la colonie en ont profité pour s'échapper ou pour se faire affranchir.
Les planteurs de coton des îles se réfugient aux Bahamas, tandis que les Anglais s'emparent, à la pointe sud des 13 colonies, de la bourgade fortifiée de Savannah, qu'ils conserveront en 1779 face au Siège de Savannah, majoritairement mené par 3500 soldats français venus de Saint-Domingue. L'échec de ces derniers est largement causé par un dédale de fortifications érigé en quelques jours par des centaines d'ex-esclaves autour de Savannah, obligeant les Français à s'enliser dans la zone marécageuse qui les complétait, sous forme de défense naturelle. En 1779 aussi, quatre ans après la Dunmore's Proclamation de 1775, Sir Henry Clinton édicta la très officielle Philipsburg Proclamation, son pendant pour la région de New York, où travaillaient beaucoup moins d'esclaves, mais dans le port duquel se réunissent ceux qui ne peuvent plus revoir leurs anciens maîtres.
Une partie d'entre eux a pu être recensée : ceux qui ont accepté de donner leur nom, âge et la date de leur fuite et attesté qu'ils avaient combattu avant le 30 novembre 1782, ont reçu un « certificat de liberté » et furent inscrits dans un Book of Negroes, ce qui a facilité, à l'issue de la guerre, leur évacuation dans plusieurs provinces du Canada, restées possession anglaise, en particulier la Nouvelle-Écosse, le Nouveau-Brunswick et la Colombie britannique, car il leur était difficile de revenir de manière trop visible dans les colonies de leurs anciens maîtres. Quelques années plus tard, une partie d'entre eux tenteront d'éviter les rigoureux hivers de la Nouvelle-Écosse, où ils se heurtèrent par ailleurs à des oppositions locales, en participant à la création de la Sierra Leone.
Par ailleurs, plus de la moitié avait été auparavant emportée par les épidémies de variole qui frappèrent les armées britanniques pendant la guerre, car ils étaient « les premières victimes du froid, de la faim et du manque d’hygiène », avec 150 morts dans leurs rangs au cours du seul mois de mars 1776.
D'autres ont fui et réussissent à se réinstaller aux Antilles  ou en Floride espagnole, qui sera elle aussi visée par une expédition des militaires français de Saint-Domingue. Des milliers d’esclaves ont aussi accompagné, sans en avoir le choix, leurs maitres loyalistes émigrant vers les Bahamas et la Jamaïque, détenues par la Couronne britannique, et qui revinrent pour beaucoup aux États-Unis une fois finie la guerre, en particulier après la taxe à l'importation de coton de 1789.
D'anciens esclaves combattirent au contraire du côté américain : ils furent près de 5 000 , recrutés par leurs maitres, et « quelques-uns gagnèrent leur liberté », mais cette pratique divisait les planteurs du sud, bon nombre d'entre eux refusant que les esclaves fussent armés, préférant qu'ils servent comme éclaireurs ou ouvriers, ou refusant tout simplement.
Dès mars 1779, le Congrès a autorisé un plan pour libérer et armer 3000 esclaves pour défendre la Géorgie et la Caroline du Sud, où John Laurens, fils de l’un des plus grands propriétaires d’esclaves, en fit la proposition, cependant « balayée » par l'opposition des propriétaires.
Le besoin de soldats a surmonté les réticences des planteurs et James Madison exhorta la Virginie à s’enrôler et à libérer des esclaves. Le Maryland, en 1780, réclama explicitement le recrutement d’esclaves. Certains se firent passer pour libres ou de substituts à leurs maîtres, mais une grande partie sont morts pendant la guerre sans être armés, comme simple ouvriers.

### Les 13 000 Amérindiens qui ont soutenu l'Angleterre
Selon l'historienne Nancy Bercaw, la guerre dans l’arrière-pays de la Géorgie fut du début à la fin, une guerre indienne,. Les Anglais avaient promis de ne pas franchir les Appalaches pour fidéliser les Indiens dans la guerre contre les Français, dès la guerre de Sept Ans, dans les années 1750, promesse qui avait pris une importance accrue avec la pression démographique blanche au pied des Appalaches dans les deux décennies suivantes.
La Proclamation du 7 octobre 1763 crée en particulier un Territoire indien à l'ouest des Appalaches et son texte effectue une promesse solennelle, respectée jusqu'à la Guerre d'Indépendance :
« Les nations ou tribus indiennes [...] ne devront être ni maltraitées ni dérangées dans nos territoires qui n'ayant été ni cédés à nous ni achetés par nous leur sont réservés comme terrains de chasse. » Et pour dissiper tout malentendu, la Proclamation précise : « Nous interdisons formellement à tous nos sujets bien-aimés sous peine de nous causer du déplaisir d'acheter, de coloniser ou de prendre les terres ainsi réservées sans avoir obtenu une autorisation spéciale. ».
Les historiens estiment que 13 000 guerriers des Amérindiens ont combattu aux côtés des Britanniques. Parmi eux, le groupe le plus important, la Confédération Iroquoise, en représentait 1 500.
La plupart des tribus d'Amérindiens vivant à l'est du Mississippi ont été touchés par la guerre. La plupart se sont opposées aux États-Unis, car leurs propres terres étaient menacées par les accords d'expansion américaine.
Les indiens Cherokees ont attaqué les bourgades indépendantistes de Caroline du Sud dès 1776, déclenchant des expéditions punitives, qui ont dévasté les territoires des Cherokees, ordonnées par les exhortations du planteur et avocat de Charleston, William Henry Drayton, principal représentant de la Caroline du Sud, à « brûler toutes les villes indiennes » et à tuer ou asservir tous les Indiens, jusqu’à ce que leur « nation soit disparue ». Les tribus Creeks et les Choctaws ont évité un sort identique. Après qu'un groupe de « garçons de la liberté » d’Augusta ait goudronné et emplumé le très riche planteur loyaliste Thomas Brown, puis l'ait torturé sur ses pieds, ce dernier a fui en Floride, où il a créé les East Florida Rangers, groupe de loyalistes et d'Amérindiens, formés à se battre pour les Britanniques.

## Mobilisation progressive dans les colonies
La plus impopulaire des taxes, celle de 1765 sur les timbres, qui pénalisait la diffusion de tous les journaux, devait servir à financer les troupes à la frontière indienne. Son retrait immédiat en 1766 en raison des protestations, amène une mobilisation des journaux de toutes les colonies pour partager leurs informations et se connecter plus rapidement. Peu à peu, elles se sont toutes déclarées « assemblées indépendantes », afin de recruter des officiers. Dans le Sud, chacune força ensuite son gouverneur britannique à partir, par la violence. Au cours de la même semaine d'avril 1775 a lieu la première bataille de Lexington et Concord tandis qu'en Virginie et Caroline du Sud des miliciens veulent récupérer les armes des entrepôts publics, saisis en Virginie par le gouverneur Dunmore.
Les colons du Sud sont ensuite les plus pressants pour une déclaration d’indépendance. À l'été de 1776, une flotte britannique échoue à prendre Charleston, mais la situation militaire n'évolue pas. En 1777-1778, l'armée continentale de George Washington subit des défaites humiliantes, mais pas totales. Lorsque la France intervint en 1778, les Britanniques durent opter pour « une stratégie du Sud », prenant Savannah, puis Augusta. Ils prennent Charleston en mai 1780 afin d'obtenir en Caroline du Nord une milice loyaliste, semblant l'emporter. Mais la demande que les prisonniers de guerre prêtent allégeance au roi et les exactions loyalistes firent que l’opinion se tourna vers l'autre camp.
Washington collabora avec la flotte française pour bloquer Yorktown, en Virginie, obtenant la reddition anglaise le 19 octobre 1781, mais le Traité de paix ne sera signé qu’en 1783.

## Opérations dans les colonies du Nord (1775-1777)

### Débuts heureux des indépendantistes

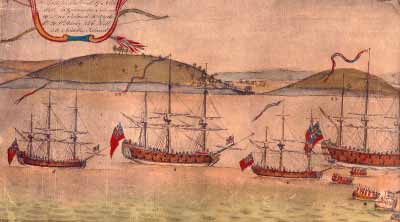
Bataille de Chelsea Creek (blocus de Boston) pendant la guerre d'indépendance des États-Unis, 1775.

Les débuts du conflit furent heureux pour les indépendantistes. Leurs milices battirent à Lexington (19 avril 1775) un détachement britannique. Le général Thomas Gage fut assiégé dans Boston. Le Congrès confia à Washington la tâche difficile d'organiser les bandes de miliciens et de les mettre en état de vaincre les troupes aguerries de la Grande-Bretagne.
Les indépendantistes américains firent une expédition dans les colonies du nord, la province de Québec de l'époque, espérant convaincre les Canadiens français de se joindre à eux. Les Américains occupèrent Montréal ; mais leur chef Montgomery ayant été tué devant Québec, Carleton mit fin aux opérations terrestres de la campagne américaine au Canada en décembre 1775. Carleton après la bataille navale de Valcourt ne poursuivit pas Arnold et fut remplacé par le général John Burgoyne l'année suivante.

### DesCanadiensavec les Américains
Cette incursion donna aux Américains le soutien de deux régiments de Canadiens, le Congress Own Regiment de Moses Hazen et de Clément Gosselin et le 1er Régiment canadien de James Livingston, un Écossais vivant au Canada depuis 1744. Selon Baby, Tachereau et Jenkins, des pro-britanniques, 747 Canadiens prirent les armes pour soutenir les Américains au tout début du conflit, soit deux ans avant l’arrivée de Lafayette en 1777. Les partisans pro-indépendantistes étaient disséminés dans toutes les paroisses du territoire de la province. Les régiments canadiens étaient avec James Livingston à la Porte Saint-Jean pour aider Arnold et Montgomery. À l'ouest, des habitants de Vincennes aidèrent à la prise de la ville par Clark. Le régiment de James Livingston participa à la bataille de Saratoga et protégea West Point de la traîtrise de Benedict Arnold en 1780 en tirant sur le vaisseau Vulture.
Les Américains reprirent Boston le 17 mars 1776, à la suite de la fortification de Dorchester Heights.
Puis George Washington dirigea son armée sur New York, où il avait prévu que se ferait la retraite britannique après la chute de Boston. Un des objectifs des Britanniques était de repousser les attaques des villes côtières pour que les renforts venus par la mer puissent arriver.
Le ministère britannique n'avait pas cru d'abord à une résistance si énergique. Les colonies, mises au ban des nations par la métropole, prirent alors une mesure à laquelle presque personne n'avait songé au commencement de la lutte.

### Congrès à Philadelphie, 1776

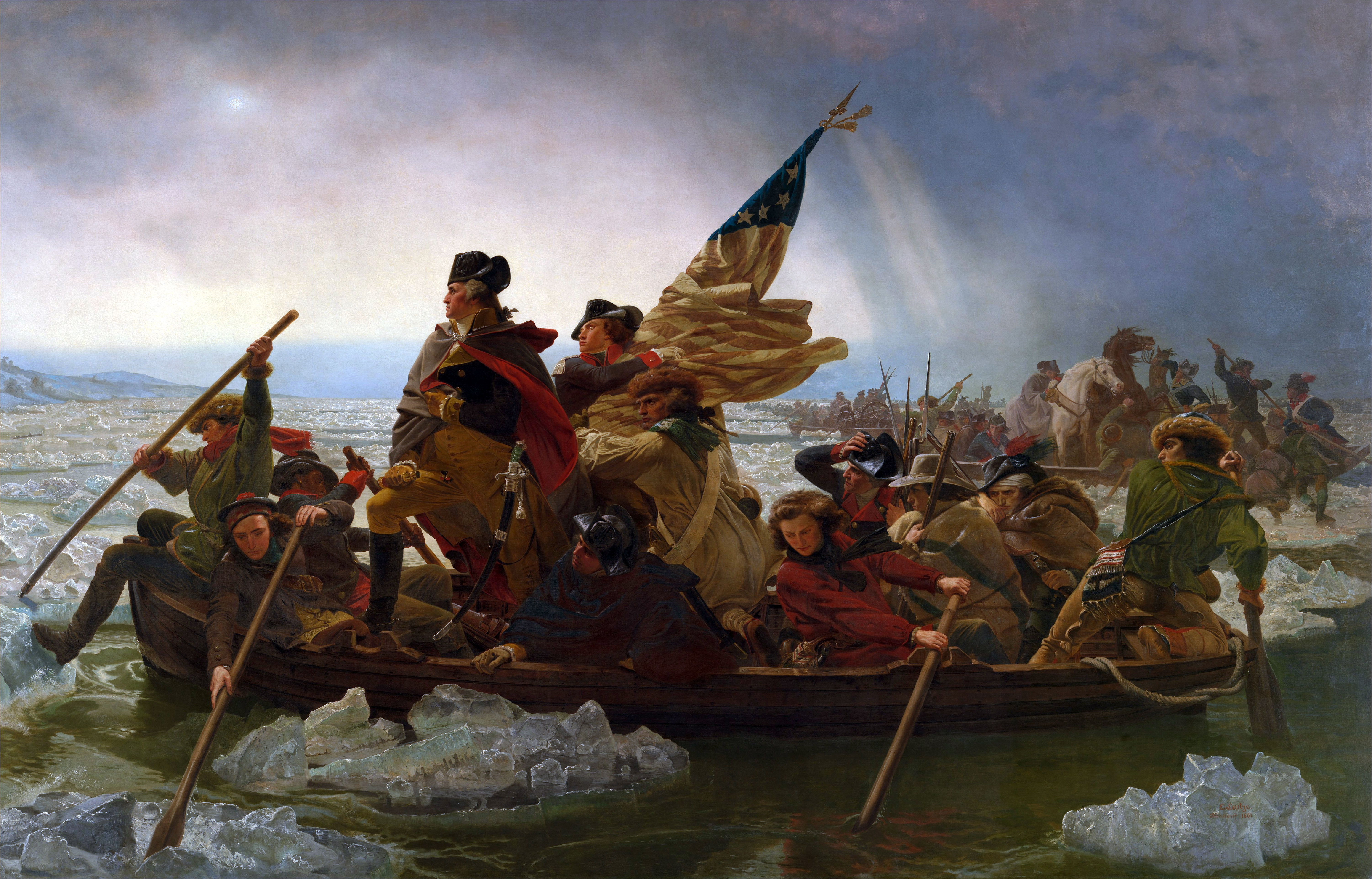
Washington Crossing the Delaware par Emanuel Leutze, 1851.

Après que la Virginie se fut dotée d'une déclaration des droits, en juin 1776, Thomas Jefferson fut chargé de préparer l'ébauche d'une déclaration d'indépendance.
Le document, qui représente l’un des textes fondamentaux du pays, fut approuvé le 4 juillet 1776 par le Congrès après remaniement. La proclamation d'indépendance des treize colonies conduisit à une confédération où chaque État conserva sa liberté et sa souveraineté, et qui rompit irrévocablement avec la Grande-Bretagne.
Les volontaires américains, sans munitions, sans ressources, ne purent d'abord tenir tête aux régiments expérimentés qu'on envoyait contre eux. En juin 1776, le général Howe prit New York et Rhode Island avec 20 000 tuniques rouges. Pendant plusieurs mois, Howe et Washington se battirent pour l'État de New York et finalement, Washington, obligé de battre en retraite par le New Jersey jusqu'au-delà du Delaware, eut la douleur de voir un grand nombre de ses soldats l'abandonner.
De là, il fit une tentative imprévue et d'une audace remarquable. À Noël 1776, l'armée continentale avait besoin d'une victoire. Il franchit le fleuve malgré la glace pendant la nuit du 25 décembre 1776, surprit à Trenton un corps de mille Allemands commandés par Johann Rall, tua celui-ci et fit prisonniers ses soldats.
Ce succès, qui dégageait Philadelphie, releva le moral de la population. De nouveaux miliciens accoururent de la Pennsylvanie, et Washington, reprenant l'offensive, força Charles Cornwallis à se replier jusqu'à Brunswick.
L'armée de Washington eut une autre victoire lors de la bataille de Princeton le 3 janvier 1777. Ces succès redonnèrent confiance aux insurgés et entraînèrent l'enrôlement de nouveaux volontaires dans l'armée continentale.

### Un nouveau plan
Le Congrès, rassuré sur le sort de Philadelphie, était rentré dans cette ville le 27 février 1777. L'arrivée de volontaires européens apportait plutôt aux Américains un secours moral qu'une aide effective. Ils étaient de beaucoup inférieurs en nombre à leurs adversaires, mais l'habileté des chefs et l'opiniâtreté des soldats suppléèrent à cette infériorité numérique.
La tactique de la Grande-Bretagne était d'isoler la Nouvelle-Angleterre des autres régions en s'emparant de la vallée de l'Hudson. Le général Burgoyne était censé envoyer des troupes vers le sud depuis le Canada, en passant par le lac Champlain et en reprenant le fort Ticonderoga. Le colonel Saint Leger devait se détacher de l'armée de John Burgoyne avec ses troupes en suivant la rivière Mohawk afin de diviser les défenses américaines. Le général William Howe était censé rejoindre Burgoyne et Saint Leger à Albany en remontant le fleuve Hudson vers le nord. Ce plan ne fut jamais concrétisé, car le général William Howe préféra envahir la Pennsylvanie et capturer Philadelphie, et la diversion de Saint Leger échoua.

### William Howe débarque dans le Maryland, 1777

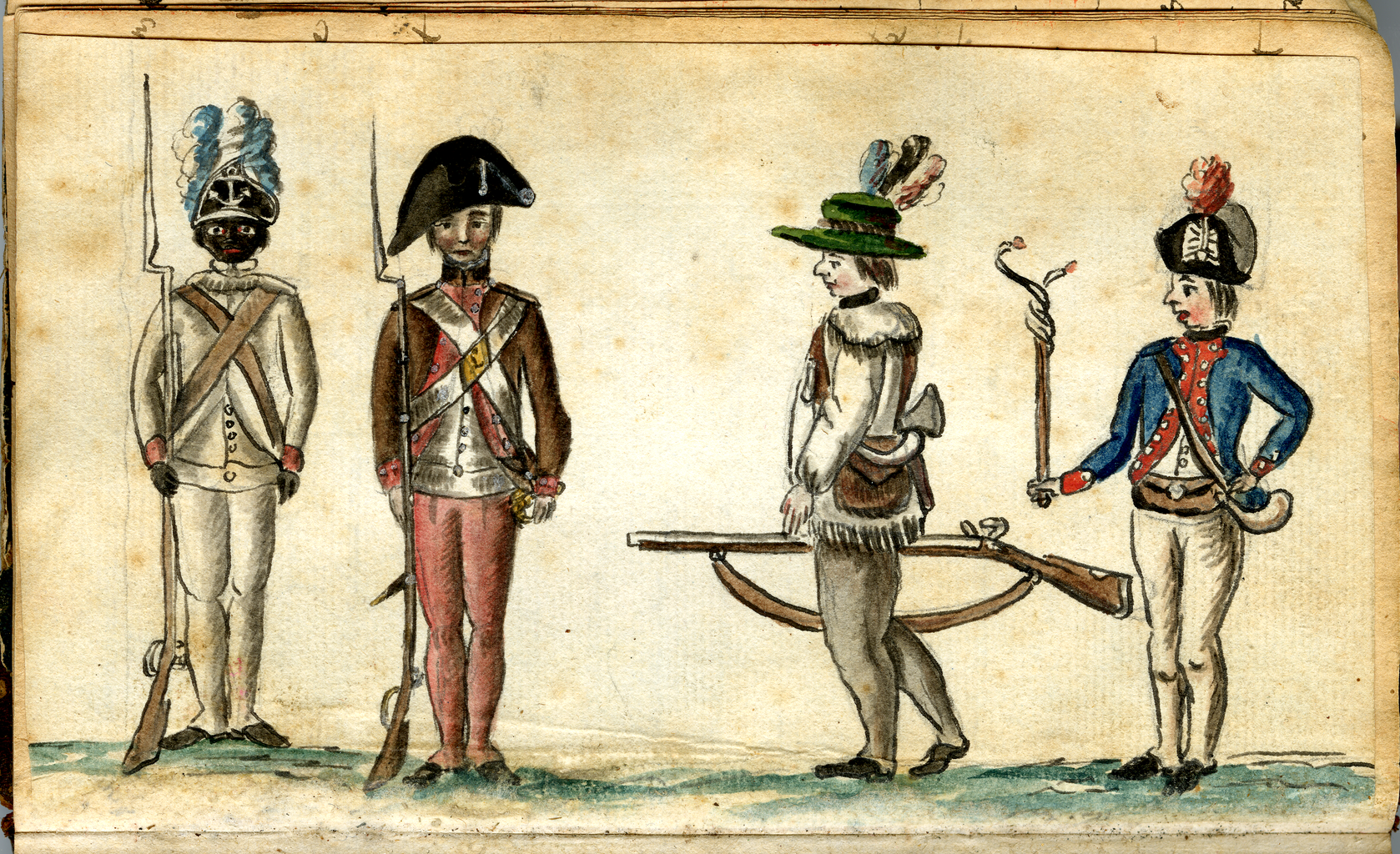
Aquarelle représentant des soldats noirs du First Rhode Island Regiment (unité d'élite) et un officier français, peinte par le Français Jean-Baptiste Antoine de Verger (1762-1851), sous-lieutenant dans un régiment français engagé dans la guerre d'Indépendance, 1781-84.

Dès le mois de juin 1777, on apprit que sir William Howe, parti de New York, se dirigeait avec seize mille hommes sur les côtes de la Pennsylvanie. Il débarqua ses troupes dans le Maryland, et Washington s'avança au-devant de lui avec onze mille hommes.

### Les Américains perdent la bataille de Brandywine
Les deux armées ne tardèrent pas à se rencontrer sur les bords de la rivière Brandywine (près de Philadelphie), et le 11 septembre elles se livrèrent un combat que les généraux américains perdirent. Howe battit Washington mais ne put le capturer lors de la bataille de Brandywine.

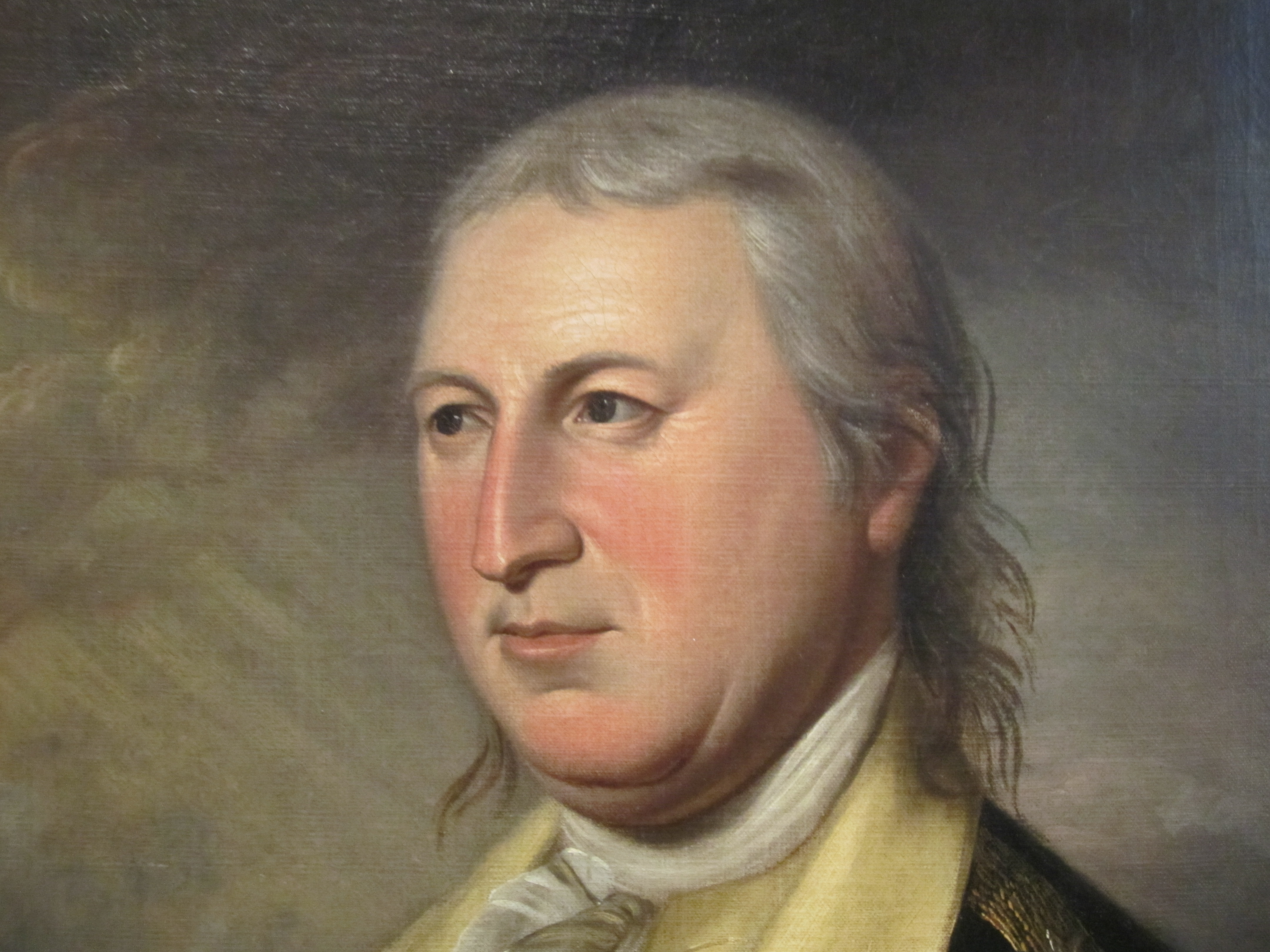
Horatio Gates, 1782.

### Le Congrès évacue Philadelphie
Sir William Howe entra à Philadelphie et le Congrès se transporta à Lancaster.
D'un autre côté, le général Horatio Gates avait succédé à Arthur Saint Clair dans le commandement des troupes qui avaient abandonné le siège de Fort Ticonderoga au début de la campagne. Il rejoignit les généraux Arnold et Morgan, qui avaient dû abandonner le Canada, et résolut de s'opposer à la marche hardie du général Burgoyne.

### Les Britanniques battus en septembre et octobre 1777
Le général Burgoyne, qui avait remplacé Carleton, avait besoin de renforts. Il se rendit dans le Vermont pour voir ce qu'il y trouverait. Il attendit les Américains sur les hauteurs de Bemis Heights. Une bataille opiniâtre s'y livra le 19 septembre. Les Britanniques furent battus, sans perdre toutefois leur position. L'armée y subit une défaite par les troupes de la Nouvelle-Angleterre à la bataille de Bennington le 16 août. Puis ses hommes, coupés de leur retraite, durent marcher vers Albany. En chemin ils rencontrèrent une force continentale le 7 octobre menée par Horatio Gates. Cette armée attendait sur la rive près de Saratoga.

### Le général anglais John Burgoyne est obligé de capituler
Une succession de batailles conduisit à la reddition finale de Burgoyne. La victoire de Saratoga marqua un tournant dans la guerre d'Indépendance. Ce fut le plus beau succès des Américains depuis le commencement de la lutte : une artillerie nombreuse, des armes et dix mille prisonniers tombèrent en leur pouvoir.
Les ennemis européens de la Grande-Bretagne prirent conscience que la guerre pourrait finir en la faveur des continentaux[réf. nécessaire]. La France de Louis XVI, suivie de l'Espagne et des Provinces-Unies, s'engagea alors du côté des Américains.

### Washington reprend l’offensive
Cependant George Washington reprenait l'offensive. Au moment où les Britanniques le croyaient en pleine retraite à la suite de sa défaite de Brandywine, il les rejoignit par une route détournée et les attaqua avec vigueur dans leurs lignes. Un brouillard mit le désordre dans ses corps d'armée et lui ravit une victoire qu'on eût pu penser certaine. Il fut forcé à la retraite après avoir infligé à l'ennemi des pertes bien supérieures aux siennes à la bataille de Germantown (4 octobre 1777).

### Défense du fort Red Bank par le capitaine de Mauduit du Plessis
C'est à cette époque que le capitaine de Mauduit du Plessis, volontaire, défendit le fort Red Bank. Il était à la tête de quatre cents hommes et se battait contre le colonel Donop, à la tête d'un régiment hessois qui ne comptait pas moins de seize cents soldats. Ce dernier perdit la vie à cette occasion et son régiment fut en partie détruit. Les Américains durent pourtant abandonner la place, ainsi que le fort Mifflin.

### Continuation et résumé des opérations
Fin 1777, le général anglais William Howe força Washington à quitter Philadelphie. Au cours de l'hiver 1777-1778, qui s'avéra le plus cruel de l'époque révolutionnaire, Washington et son armée campaient dans Valley Forge, dans le sud-est de la Pennsylvanie. Washington et ses hommes firent preuve d'une endurance surhumaine, mais le manque de vêtements chauds, la malnutrition et la maladie, notamment la fièvre typhoïde, eurent raison du quart des soldats. S'ils restaient, c'était pour George Washington qu'ils adoraient et pour qui ils seraient et sont morts ; c'est ce que rapporte le colonel John Brocks.

## Engagement des ennemis européens de la Grande-Bretagne (1777-1783)
Devant l'enlisement militaire, les insurgés américains cherchèrent des soutiens étrangers : ils firent appel aux Canadiens français. Ceux-ci, en raison de l'acte de Québec et du souvenir de la Conquête et des exactions britanniques ainsi que leur perception du fait que cette guerre était une querelle familiale entre Britanniques, refusèrent d'apporter leur aide et demeurèrent neutres dans cette guerre, car ils ne prirent pas plus les armes pour la Grande-Bretagne. La défaite britannique de Saratoga en 1777 encouragea la France à entrer en guerre contre la Grande-Bretagne. Dès le 6 février 1778, la France passa une alliance et un traité d'amitié avec les insurgés américains et le théâtre de la guerre s'ouvrit avec le Combat de la Martinique (1779)[réf. nécessaire]. En 1779, l'Espagne rejoignit l'alliance conformément au pacte de famille entre les Bourbons sans pour autant reconnaître l'indépendance des Treize Colonies. Puis, en 1780, les Provinces Unies s'allièrent à la France et à l'Espagne.

### L'engagement français

#### Bataille de Philadelphie: l'avancée des insurgés et des Français

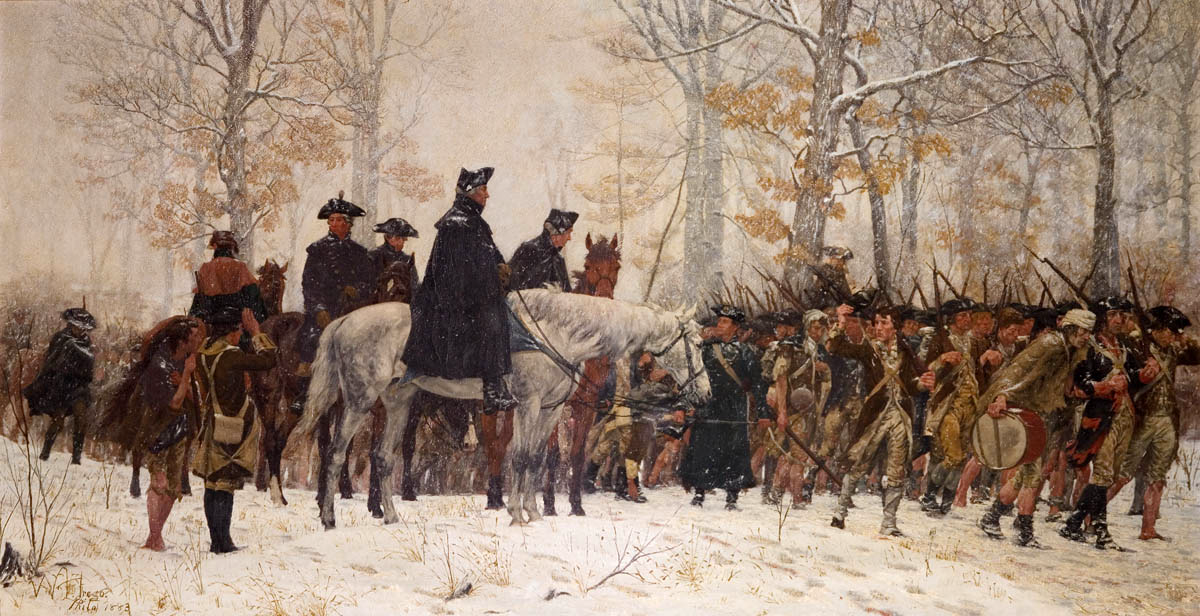
La marche vers Valley Forge, passage glorifié de l'Histoire américaine et correspondant à cet épisode historique (1777-1778). Peinture de William B. T. Trego, effectuée en 1883.

Le général anglais Henry Clinton, menacé d'être encerclé dans Philadelphie par l'armée de Washington et par la flotte du comte d'Estaing, se replia sur New York, où il ne rentra toutefois qu'après avoir essuyé un échec à Monmouth (28 juin 1778).

#### Diversion dans le Sud
Pour diviser les forces qui le poursuivaient, il envoya le colonel Campbell en Géorgie, et la guerre s'étendit alors aux colonies du Sud.
C'est ensuite l'Espagne, puis les Provinces-Unies qui s'opposèrent à la puissance britannique, faisant basculer le rapport de force. En 1779, la France persuada l'Espagne et les Provinces Unies, deux autres ennemies de la Grande-Bretagne, à cause des colonies, d'aider les Américains. Le gouverneur de la Louisiane, le général de l'armée espagnole Bernardo de Gálvez prit les forteresses de Natchez et de Bâton-Rouge, le long du Mississippi. De là, il attaqua Mobile et Pensacola dans l'ouest de la Floride. Ces victoires empêchèrent les Britanniques d'attaquer depuis le sud-ouest. Les Britanniques durent se battre sur plusieurs fronts et furent contraints ainsi d'éparpiller leurs ressources militaires. L'aide européenne arriva au moment où les Américains en avaient désespérément besoin.

#### Exactions des Britanniques en Caroline et en Géorgie
Le général britannique Augustine Prévost vint rejoindre le général Archibald Campbell ce qui obligea le chef des milices américaines, Benjamin Lincoln de leur abandonner, avec la Géorgie, toute la Caroline du Sud. Les Britanniques faisaient dans ces états une guerre d'extermination qui soulevait contre eux les populations, aussi le général Lincoln put-il bientôt reprendre l'offensive et forcer l'ennemi à lever le siège de Charleston (mars 1779).
En même temps, sir H. Clinton envoyait des détachements sur les côtes de la Virginie et de la Nouvelle-Angleterre pour tout ravager. Ce général concentra ses troupes sur le bord de l'Hudson et vint attaquer les forts de Verplanck et de Stony Point. Cette dernière place fut prise, puis reprise par Wayne. Le lieutenant-colonel de Fleury se précipita le premier dans les retranchements qu'il avait fait construire et saisit le drapeau britannique. Les Américains accordèrent la vie sauve à la garnison britannique, bien qu'elle eût commis d'horribles massacres. Washington dut pourtant abandonner ce poste après en avoir enlevé les munitions et en avoir détruit les défenses.

#### Savannah et Charleston
Les Britanniques pensaient que les sudistes étaient plus loyaux. Ainsi, en 1778, ils décidèrent de déplacer la guerre au Sud en l'attaquant. Les Britanniques savaient qu'ils n'avaient connu que des petits succès au Nord pendant trois ans et que la victoire serait difficile. Ils espéraient ainsi davantage de succès. Ils promirent de plus à beaucoup d'esclaves noirs la liberté s'ils rejoignaient l'armée. Environ 3000 de ces loyalistes noirs seront affranchis et installés en Nouvelle-Écosse en 1783. Relativement bien acclimaté aux maladies tropicales de la Géorgie, ils sont utilisés aussi par les troupes de Lafayette venues de Saint-Domingue. D'autres furent vendus par des officiers britanniques comme esclaves en Inde[réf. nécessaire].

#### Échec des troupes alliées devant Savannah
Ils capturèrent alors la ville portuaire de Savannah, et de là, ils envahirent la plus grande partie de la Géorgie. En décembre 1778, une armée britannique sous les ordres du général Henry Clinton arriva de Caroline du Sud et encercla l'armée américaine à Charleston. Quand les 5 000 défenseurs se rendirent, les Américains perdirent pratiquement toute leur armée au Sud. Ce fut la plus grande défaite américaine de la guerre[réf. souhaitée].
La flotte française a contrôlé à partir de 1779 les eaux des Antilles et le comte d'Estaing put se diriger vers les côtes de la Géorgie pour reconquérir cette province en soutenant le général Lincoln.
Le siège de Savannah (septembre 1779) puis une attaque infructueuse, furent entrepris par le comte d'Estaing, avec des esclaves affranchis, parfois passés par la France, comme André Rigaud et Alexandre Pétion, membres de la célèbre brigade des 1500 Chasseurs volontaires de Saint-Domingue, considérés en Haïti comme des héros de la Guerre d'indépendance des États-Unis, car leur assaut a permis de réduire les pertes lors de la retraite.

#### Diversion de Clinton en Géorgie
La diversion tentée par Clinton en Géorgie avait complètement réussi par l'échec de d'Estaing devant Savannah. Ce général profita du moment où Washington était réduit à l'inaction par la misère de son armée pour faire quitter New York à une partie de ses troupes et pour s'emparer de Charleston, dans la Caroline du Sud, où il fit prisonniers 5 000 Américains (mai 1780). Il laissa ensuite dans cette province Lord Cornwallis, qui battit tous ceux que le Congrès chargea de le chasser.

#### Rochambeau
En juillet, le corps expéditionnaire aux ordres du comte de Rochambeau et fort de 6 000 hommes débarqua à Newport avec une escadre de dix vaisseaux aux ordres du chevalier de Ternay. C'est pendant que Washington s'était rapproché de New York pour mieux correspondre avec Rochambeau que le traître Benedict Arnold entama des négociations avec Clinton pour lui livrer West Point, dont Washington lui avait confié la garde.
Avant de commencer ses opérations, Rochambeau attendait des renforts que le comte de Guichen devait lui amener de France; mais celui-ci avait rencontré dans les Antilles l'amiral Rodney, qui obligea le convoi français à se réfugier en Guadeloupe. Washington ne put qu'envoyer quelques renforts, avec La Fayette, aux patriotes du Sud, et se résigna à remettre à la campagne prochaine l'expédition décisive qu'il concertait avec Rochambeau. De son côté, Cornwallis recevait des troupes qui portaient son armée à 12 000 hommes. La situation des Britanniques paraissait donc aussi prospère que par le passé.
Même les batailles dans le sud pouvaient être utiles aux Américains. Par exemple, la bataille de King's Mountain, à la frontière entre la Caroline du Sud et la Caroline du Nord, en octobre 1780. Le gros des forces britanniques et des 1 000 miliciens furent tués. Les survivants furent presque tous fusillés ou pendus.

### Coalition contre la Grande-Bretagne
Une vaste coalition se formait pourtant contre le despotisme maritime de la Grande-Bretagne. Cette nation s'arrogeait le droit de visite sur les bâtiments neutres, sous prétexte qu'ils pouvaient porter des secours et des munitions à ses adversaires. Catherine II de Russie, la première, proclama, en août 1780, la franchise des pavillons, à la condition qu'ils ne couvriraient pas de contrebande de guerre.

### Déclaration de guerre aux Provinces-Unies
Pour soutenir ce principe, appelé droit des neutres, elle proposa un plan de neutralité armée qui fut successivement adopté par la Suède et le Danemark, la Prusse, le Portugal, les Deux-Siciles et les Provinces-Unies. Cette dernière nation, en donnant asile à des corsaires américains, avait excité au plus haut degré la fureur des Britanniques. Ils lui déclarèrent la guerre. C'est alors que l'amiral Rodney leur enleva Saint-Eustache. Les Espagnols prirent de leur côté Pensacola, en Floride, tandis que de Grasse ravageait les Antilles britanniques et que Bouillé reprenait Saint-Eustache.

## Expéditions décisives

### Opérations simultanées de Washington et de Rochambeau
Ces victoires permirent à Washington et à Rochambeau d'exécuter enfin une expédition qui fut aussi décisive qu'habilement menée. Pendant l'hiver, l'armée américaine, privée des choses les plus nécessaires, avait supporté les plus rudes épreuves. Quelques régiments de Pennsylvanie et du New-Jersey s'étaient même mutinés. Les partisans américains Marion et Sumter avaient trop peu de troupes pour entreprendre contre Cornwallis autre chose qu'une guerre d'escarmouches.
Le corps de Gates fut battu à Camden (août 1780) et de Kalb y fut tué. Pourtant Daniel Morgan, à la tête d'un corps de troupes légères, battit Tarleton au Cowpens (17 janvier 1781). Par une retraite habile, Green amena Cornwallis jusqu'au-delà du Dan, qui sépare la Virginie de la Caroline septentrionale. Il se renforça des milices de Virginie et tomba à l'improviste sur les corps récemment levés par Cornwallis, qu'il jeta dans un désordre tel qu'ils s'entretuèrent et que Cornwallis fit tirer des coups de canon contre ses propres troupes, mêlées aux milices.
Green livra un nouveau combat à Cornwallis, le 15 mars, près de Guilford-House, et lui fit éprouver des pertes qui le forcèrent à se replier sur Wilmington. Par une marche habile, il coupa la retraite de la Caroline du Sud au général britannique, et il manœuvra si bien qu'après la sanglante bataille de Eutaw Springs il ne resta plus aux Britanniques en Géorgie et en Caroline que la ville de Savannah et le district de Charleston.

### La Fayette en Virginie
Pendant ce temps, La Fayette, chargé d'opérer en Virginie contre des forces quatre fois supérieures en nombre, sacrifia encore une partie de sa fortune pour maintenir ses soldats sous ses ordres, et, joignant la prudence au courage, il sut, par des marches forcées et des retours subits, tellement fatiguer Cornwallis et harceler ses troupes, que le général britannique, après avoir méprisé sa jeunesse, fut forcé de redouter son habileté.
Tout à coup, les troupes de Rochambeau quittent leur position de Newport et de Providence, où étaient établis leurs quartiers d'hiver, et s'avancent vers Hartford. Washington arrête quelque temps l'armée coalisée devant l'île de New York. Il fait des reconnaissances devant la place et entretient son adversaire dans cette idée qu'il va diriger tous ses efforts contre cette ville. Mais il n'attendait que la promesse du concours de la flotte pour changer ses dispositions.

### Campagne de 1781

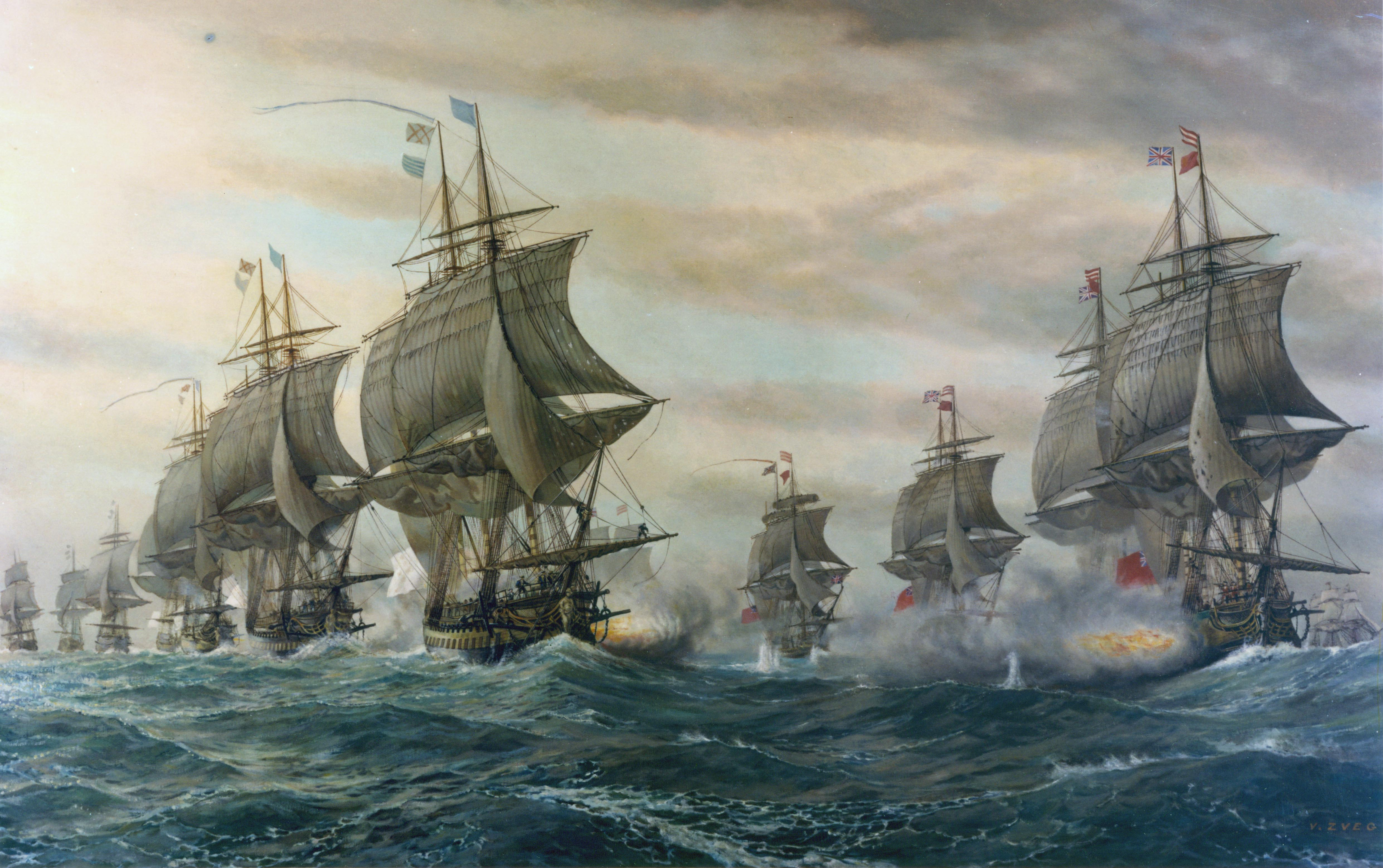
La bataille de Chesapeake achève d'isoler l'armée anglaise retranchée à Yorktown.

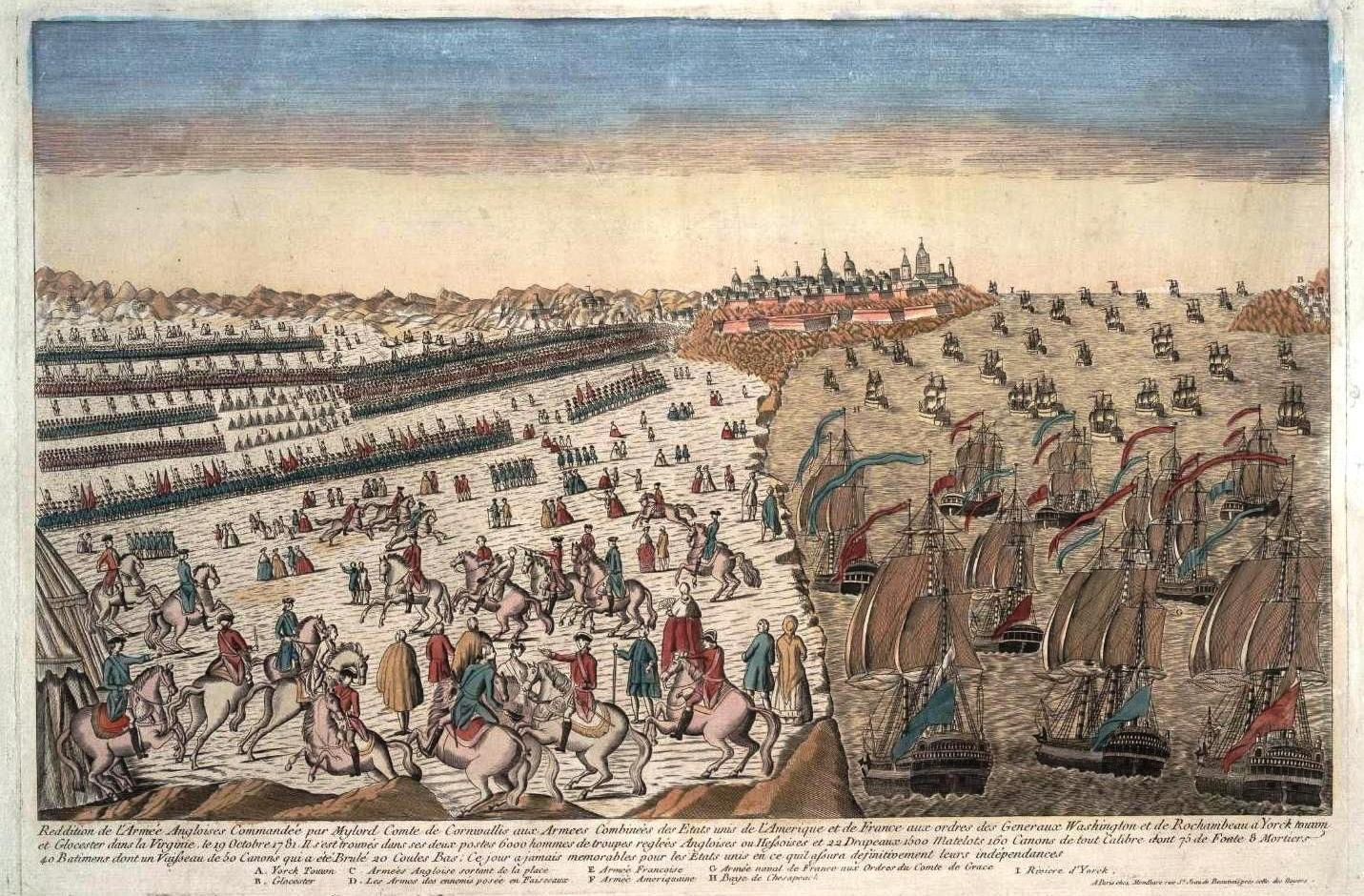
Vue générale de la capitulation de Yorktown le 19 octobre 1781, avec le blocus de la flotte française.

Le comte de Barras arrive de France sur la Concorde. Il venait remplacer dans son commandement le chevalier de Ternay, et était accompagné du comte de Rochambeau, qui avait été chargé de hâter l'envoi des renforts et des secours promis.
Ces renforts n'arrivent pas ; mais en revanche on apprend que la flotte de l'amiral de Grasse, après avoir pris Tobago et tenu Rodney en échec, s'avance avec 3 000 hommes tirés des colonies sous les ordres du marquis de Saint-Simon, pour forcer la baie de Chesapeake défendue par Graves, et bloquer dans Yorktown le marquis Cornwallis, que La Fayette poursuit dans sa marche rétrograde.
Les camps sont levés devant New York, et tandis que le comte de Barras, malgré son ancienneté de grade, va se mettre avec un noble désintéressement sous les ordres de Grasse, les généraux alliés se dirigent à marche forcée vers la Virginie. C'est vers Yorktown que, plein de confiance désormais dans le nombre et la bravoure de leurs troupes, ils font converger tous leurs efforts. L'armée est divisée en deux corps. L'un suit la voie de terre et, par Philadelphie et Baltimore, arrive bientôt à Williamsburg pour donner la main aux troupes de Saint-Simon et de La Fayette. Un autre corps, sous les ordres de Custine, s'embarque à Head-of-Elk, touche à Annapolis, et, sous la direction de Montchoisy et du duc de Lauzun, prend position devant Glocester. De son côté le comte de Grasse occupait la baie de Chesapeake et coupait aux Britanniques toute communication par eau.
Quelques jours suffirent pour tracer la première et la seconde parallèle. Deux redoutes arrêtaient les travaux des alliés. On décida de leur donner l'assaut. La Fayette avec une colonne de milices américaines fut chargé de s'emparer de celle de droite, tandis que Christian, comte de Forbach, marquis de Deux-Ponts, colonel commandant le régiment royal Deux-Ponts, montait à l'assaut de celle de gauche. Les troupes alliées rivalisèrent d'ardeur. En quelques minutes ces obstacles furent enlevés.
En vain Cornwallis, reconnaissant que la résistance était désormais impossible, essaya-t-il de forcer le passage du York River en abandonnant ses canons et ses bagages. Sa tentative ne réussit pas et il dut capituler. La garnison fut faite prisonnière de guerre. Les vaisseaux britanniques furent capturés par la flotte française, tandis que plus de 150 canons ou mortiers, la caisse militaire et des armes de toute sorte furent remis aux Américains (11 octobre 1781).

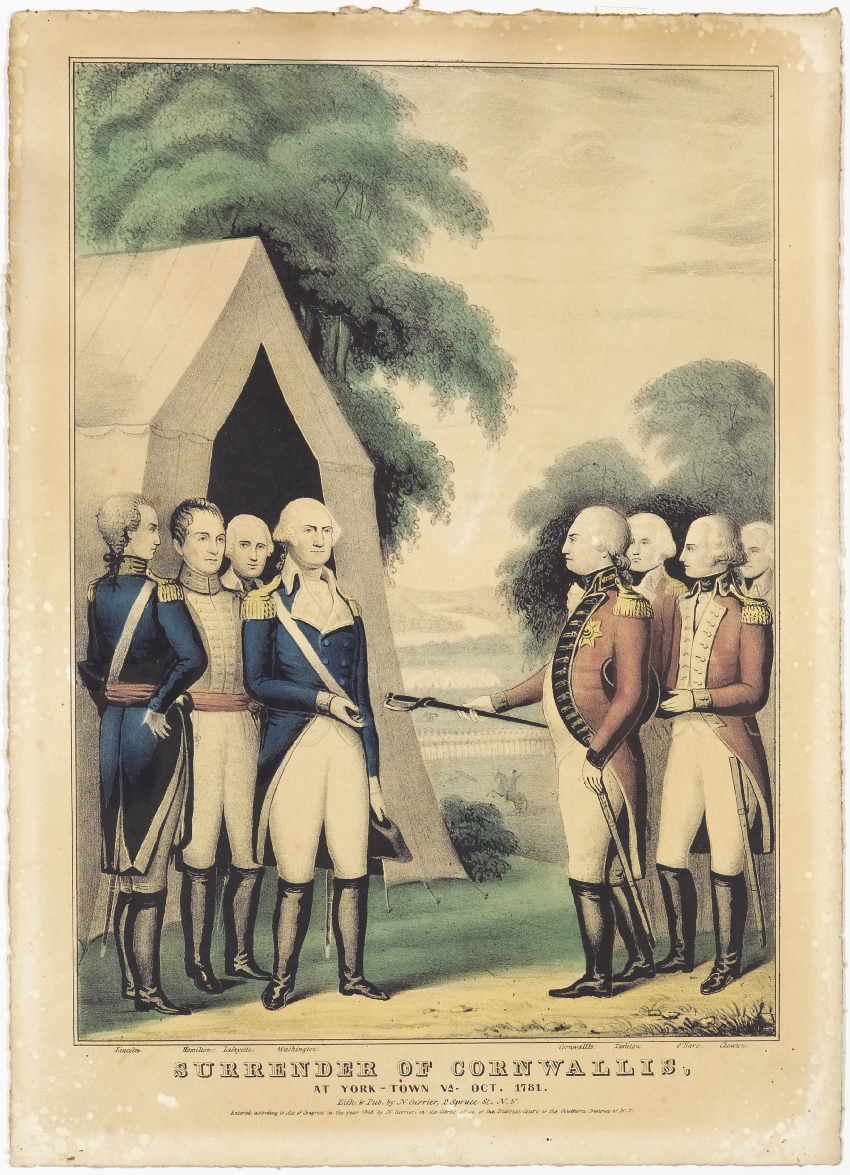
Capitulation de Cornwallis. À York-town en 1781, par Nathaniel Currier. D'Amour Museum of Fine Arts. Quoique Cornwallis soit représenté sur ce dessin, il refusa de se présenter, prétextant être malade.

Les insurgés furent victorieux en 1781 à Yorktown, sous le commandement de Rochambeau et George Washington ce qui permit aux Français d'approvisionner les insurgés en armes et en argent. Les Européens fournirent aussi des corps expéditionnaires et des escadres. La France s'engagea, car elle avait de la rancune à l'égard de la Grande-Bretagne.

### Campagne de 1782
La guerre d'indépendance américaine se présenta pour la France comme une occasion d'effacer l'affront de sa défaite dans les guerres indiennes et de la perte de ses colonies en Amérique du Nord.
La Grande-Bretagne n'a pas capitulé uniquement à cause de la défaite de Yorktown. La France avait tout fait pour l'obliger à disperser ses forces. Elle avait attaqué les Britanniques en Inde, colonie précieuse s'il en était, source de la fortune des Pitt. Elle avait également attaqué Malte, conquis Minorque (qui était la grande base navale britannique de Méditerranée, avant Malte), assiégeait Gibraltar qui était sur le point de tomber. La France encerclait les Antilles britanniques, et elle faisait manœuvrer depuis des mois 60 000 hommes en Bretagne, prêts à débarquer en Grande-Bretagne quasiment vidée de troupes. Des vaisseaux français croisaient, pavillon haut, au large de Southampton, provoquant une panique à la bourse de Londres.
Le soutien financier des Insurgés, par les canaux espagnols d'abord, puis directement, n'est pas, pour la France, la seule cause du coût exorbitant de l'indépendance américaine.[réf. nécessaire]
Le coût de la guerre, pour la Grande-Bretagne, devenait également très lourd.

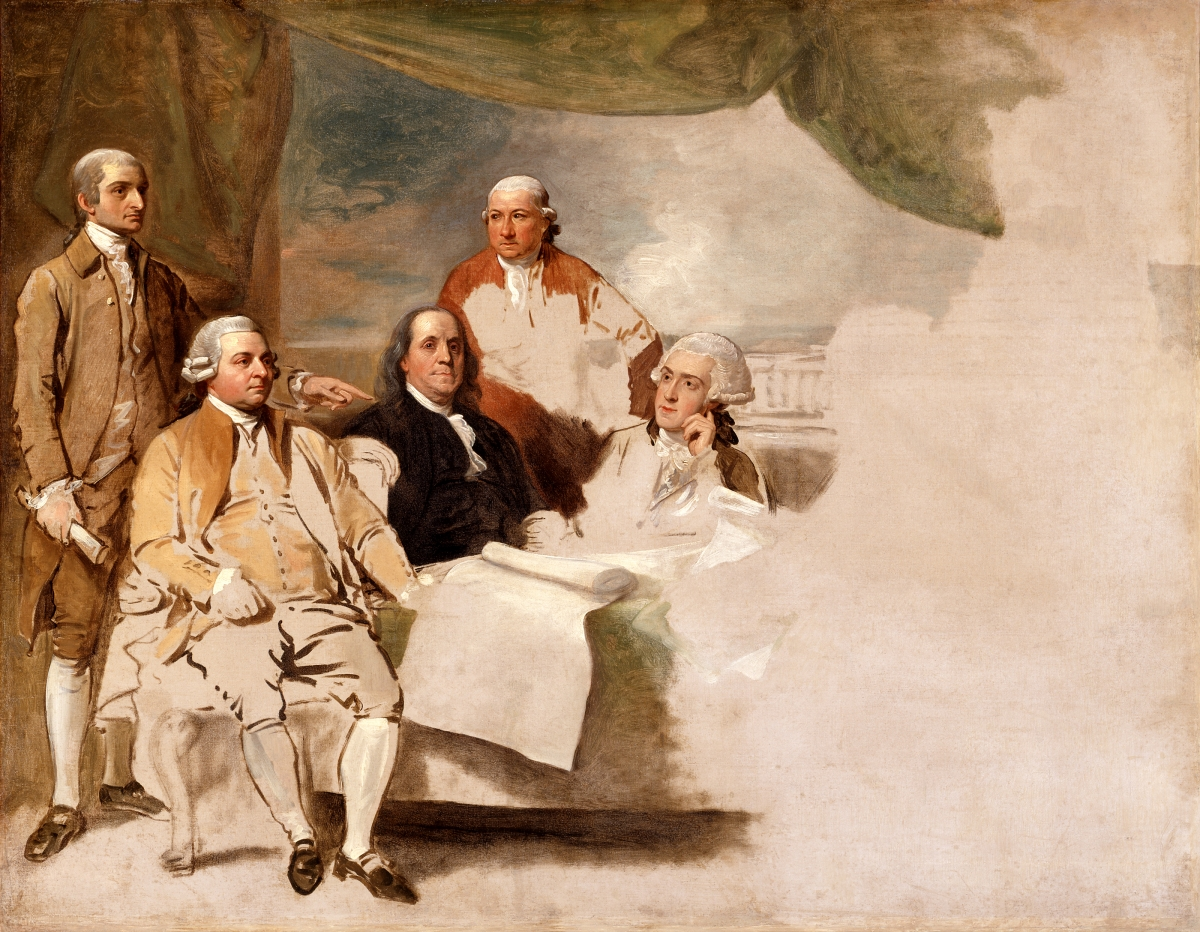
Signature du traité de Paris, 1783. La délégation britannique refusa de poser.

La dette de la Grande-Bretagne était considérablement accrue. Lord North dut quitter la direction des affaires pour céder la place à un ministère whig qui demanda la paix au cabinet de Versailles. La France, qui n'était pas moins épuisée, accepta ces propositions. Les préliminaires furent arrêtés à Paris, le 30 novembre 1782, entre les plénipotentiaires des puissances belligérantes, au nombre desquels étaient pour les États-Unis Benjamin Franklin, John Adams, John Jay, et Henry Laurens (en). Le traité définitif fut signé le 3 février 1783. Les Britanniques furent vaincus et durent reconnaître l'autonomie des États-Unis en 1783, en signant le traité de Paris, le 3 septembre 1783.
Cette nouvelle fut rapidement portée en Amérique. Le 11 mars 1783, Lauzun partit de Wilmington pour ramener dans leur patrie les derniers soldats français. Ainsi l'indépendance des États-Unis était fondée, et le monde comptait une nation de plus.

## Chronologie des événements
- 1775 :

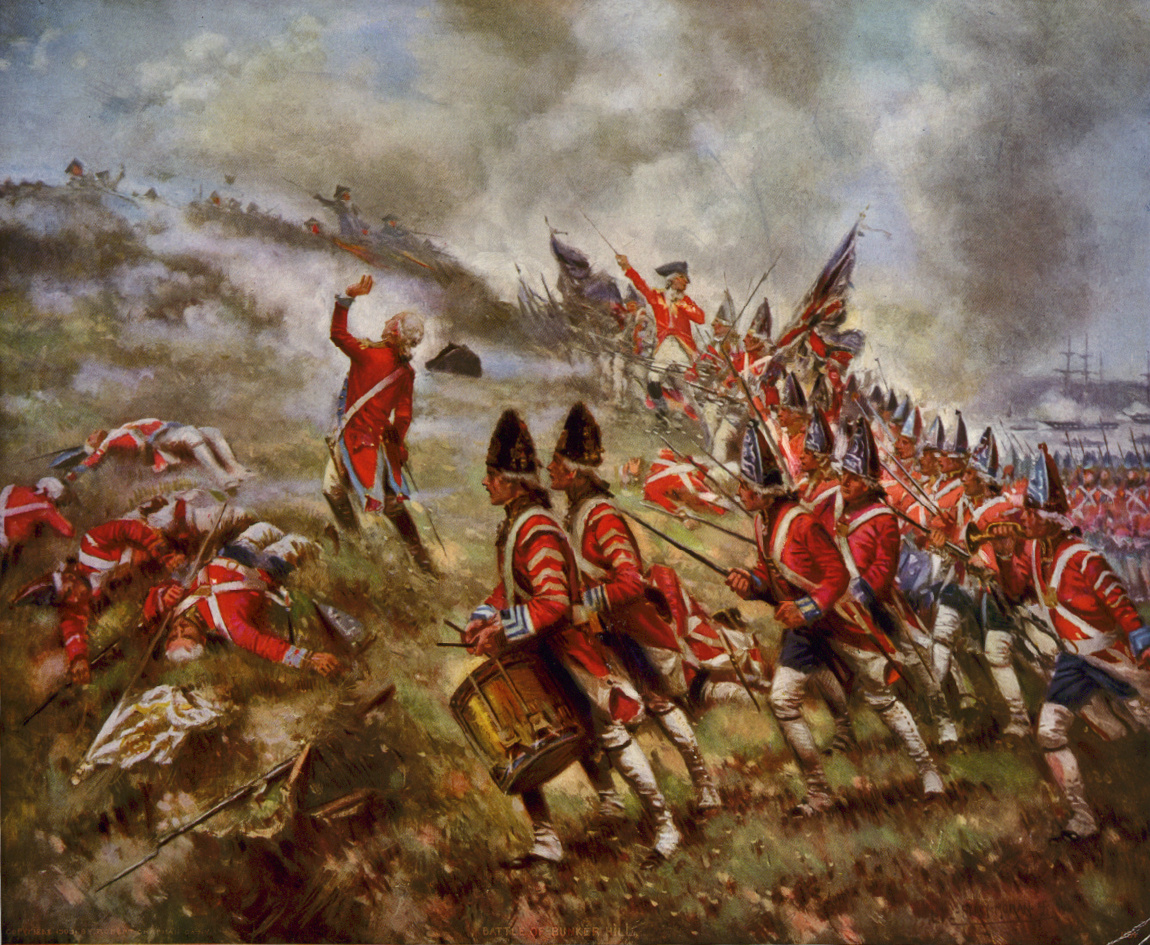
Bataille de Bunker Hill, 1775.

  - 17 juin : bataille de Bunker Hill, les insurgés défaits, avec des pertes limitées.
  - 17 septembre au 3 novembre : Siège du Fort Saint-Jean par Richard Montgomery qui prend Montréal le 13 novembre;
  - 31 décembre : la bataille de Québec (1775) où meurt Richard Montgomery ;
- 1776 :
  - 8 juin : bataille de Trois-Rivières (Québec);
  - 4 juillet : Déclaration d'indépendance des États-Unis d'Amérique;
  - 27 août : les Britanniques victorieux à la bataille de Brooklyn.
  - 16 septembre : les Britanniques débarquent à Kip's Bay, puis perdent la bataille de Harlem Heights faute de munitions;
  - 21 septembre : un incendie détruit le quart de New York;
  - 11 octobre : bataille de l'île Valcour, la première sur le lac Champlain. Victoire tactique des Britanniques, stratégique des Américains;
  - 16 novembre : les Britanniques prennent Washington Heights, ce qui leur assure le contrôle de New York.
  - 26 décembre : défaite britannique à Trenton (Delaware).
  - 30 000 soldats allemands loués par les Britanniques;
  - À la fin de l'année, situation militaire très défavorable aux insurgés.
- 1777 :
  - Le marquis de La Fayette offre ses services au congrès américain.
  - Victoire de George Washington à PrincetonBataille de Princeton, 1777.

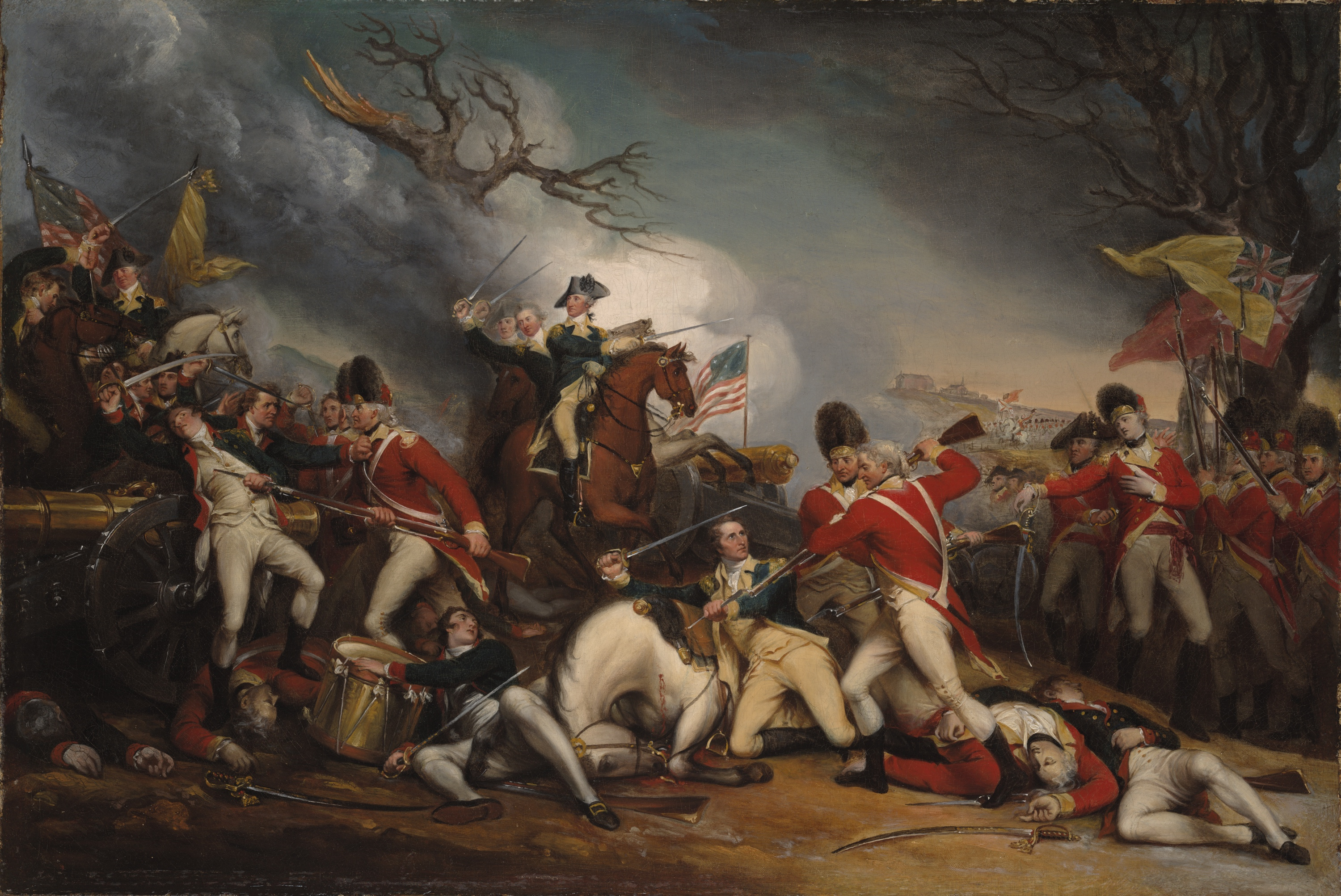
Bataille de Princeton, 1777.

  - En juin, la bannière étoilée sert d'emblème aux armées américaines ;
  - Le général britannique William Howe s'empare de Philadelphie ;
  - En octobre, la défaite des Britanniques à Saratoga encourage les Français à déclarer la guerre à la Grande-Bretagne au début de l'année suivante.
  - Décembre, l'armée américaine à Valley Forge.
- 1778 :
  - 6 février : signature d'un traité d'amitié, d'alliance et de commerce entre français et américains ;

- 1779 :

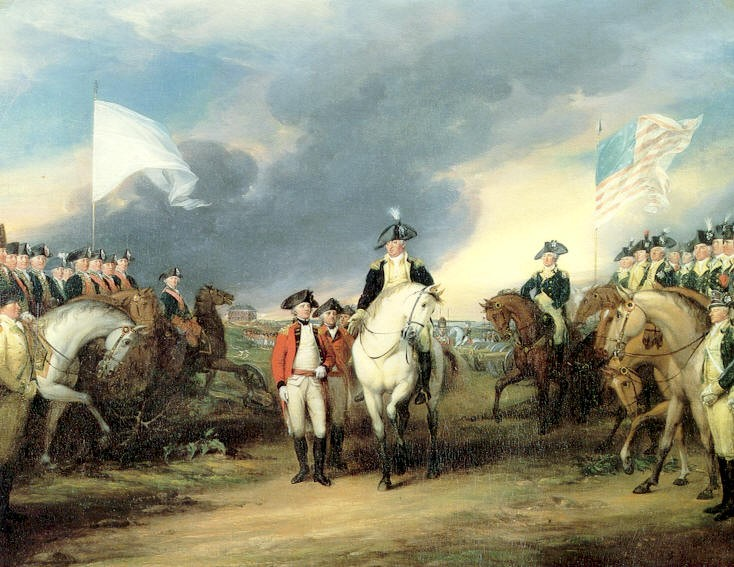
Reddition du Britannique Cornwallis après la bataille de Yorktown, 1781.

  - septembre et octobre siège de Savannah, infructueux, par 5000 franco-américains;
- 1780 :
  - Mai : les Britanniques prennent Charleston, 5 000 soldats américains capitulent à Camden.
  - 11 juillet : Rochambeau débarque au Rhode Island, à Newport;
  - 20 décembre : les Provinces-Unies en guerre contre la Grande-Bretagne.
- 1781 :
  - 5 septembre : la France remporte la bataille de la baie de Chesapeake.
  - 19 octobre : défaite britannique à la bataille de Yorktown.
- 1782 :
  - 25 janvier : victoire de la France à la bataille de Saint-Kitts

- 1783 :

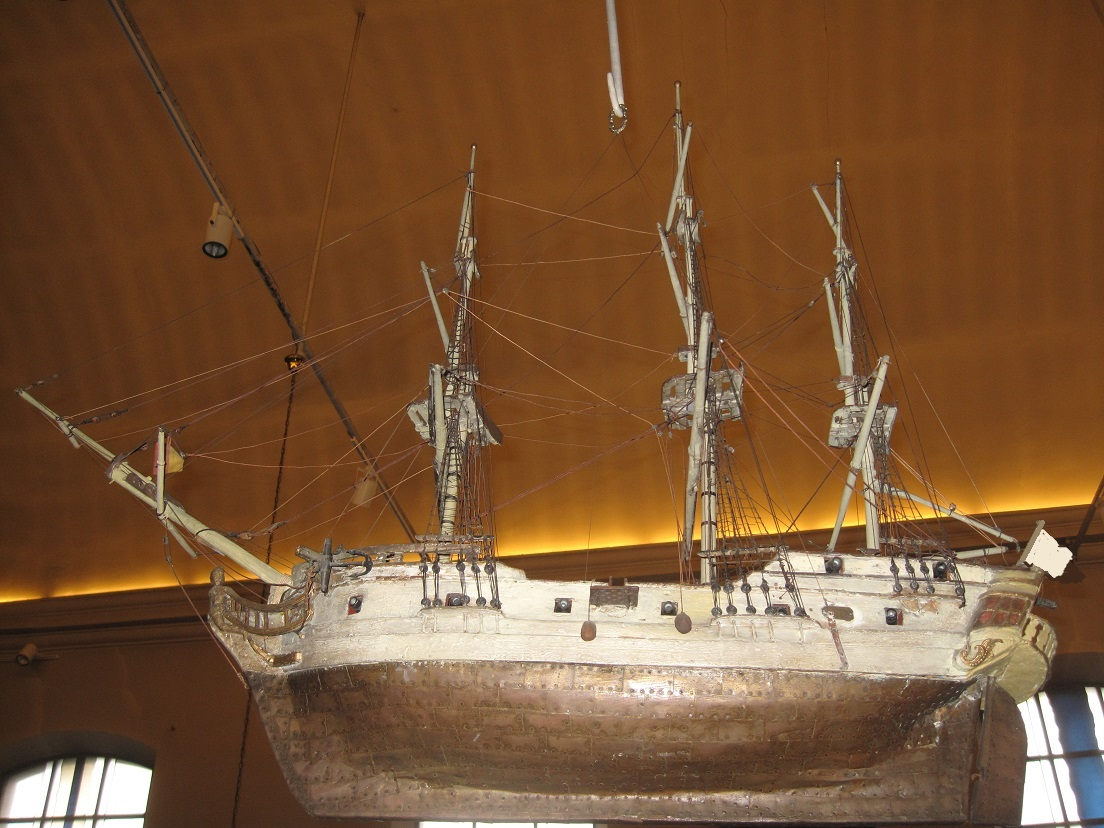
Le Dragon, corvette royale française 1783.

  - 22 janvier : le dernier navire français perdu est la corvette royale Le Dragon, sabotée pour échapper à la capture.
  - 3 septembre 1783 : traité de Paris met un terme à la guerre, le traité de Versailles répartit les possessions entre belligérants.

## Bilan humain

### Pertes américaines
Le décompte des pertes humaines de la guerre d'Indépendance n'est pas précis. Les forces régulières des États-Unis ont estimé les leurs à 4 435 morts et 6 188 blessés aux combats. L'historien américain Howard Henry Peckham (en) évalue les pertes américaines à plus de 70 000 morts. Un bilan moins élevé est donné par les historiens Edwin G. Burrows, Pascal Cyr et Sophie Muffat : 6 800 morts au combat, 17 000 morts de maladie, et 8 000 à 12 000 morts en captivité sur les pontons anglais à New-York, soit plus de 35 000 morts au total, sans compter 6 100 blessés et 20 000 prisonniers,.

### Pertes britanniques
Selon Pascal Cyr et Sophie Muffat, les pertes britanniques sont de 6 000 tués au combat. Les mercenaires allemands déplorent quant à eux 7 700 morts, dont 1 800 au combat, la plupart des décès étant causés par les maladies.

### Pertes françaises et espagnoles
Sur le continent américain, les Français dénombrent 2 119 morts et l'Espagne 124 morts et 204 blessés. Ces bilans n'incluent pas les victimes des batailles navales ou des combats aux Indes.

#### Pertes civiles
Selon Pascal Cyr et Sophie Muffat, les épidémies de variole et de typhus causées par le conflit provoquent la mort de plus de 130 000 civils.
Près de 100 000 esclaves ont profité de la Guerre pour s'enfuir en franchissant les lignes des Anglais et en s'enrôlant dans leur armée, où plus de la moitié des recrues sont mortes de la variole, ou en trouvant de nouvelles destinations.

## Conséquences

### Conséquences économiques et financières

#### Effondrement de la production agricole en Virginie
L'économie de plantation a été dévastée, les champs saccagés et, ce qui est plus grave, une grande partie de la main-d'œuvre a fui soit avec ses propriétaires au Canada soit sans eux.
Le tabac et le riz n'étant plus cultivés, les clients européens, antillais et sud-américains trouvent pendant la Guerre d'autres fournisseurs ou des produits de substitution face à un prix trop élevé. Les petits producteurs de tabac américains préfèrent ensuite se reconvertir dans la culture des céréales, pour survivre, et revendre leurs esclaves, en Virginie, où le marché local qui existait avant la guerre s'étend à la Caroline, où les couples d'esclaves étaient moins nombreux avant la guerre, la Traite négrière y ayant pris le relais de celle des Amérindiens vers 1710. Les captifs africains sont dirigés ainsi, après 1784, essentiellement sur la Caraïbe, tout particulièrement vers Saint-Domingue.

#### Développement de la sidérurgie en Grande-Bretagne
Entre 1773 et 1776, en prévision de la guerre contre les insurgents[pas clair], les commandes de canons de marine auprès de la Carron Company avaient repris, rendant florissantes les affaires de John Roebuck et d'Anthony Bacon. Faute d'avoir pu obtenir directement des commandes auprès du gouvernement, John Wilkinson, le fils d'Isaac Wilkinson assure les contrats de livraison de fonte pour William Brownrigg et Anthony Bacon. Le chimiste Charles Gascoigne (1738–1806) développe un nouveau type de canon à courte portée, appelé « carronade », adopté par la Royal Navy en 1779.

#### La dette américaine en France
Parmi les autres conséquences, dans la première décennie qui a suivi la guerre, les exportations par habitant des Américains ont chuté de près de moitié, ce qui rend plus difficile le remboursement des emprunts effectués pendant la guerre.
Cette situation fragilise aussi par ricochet le créancier français. Pierre Goubert a écrit qu'en France les États Généraux se réunirent en 1789 « parce que la banqueroute totale paraissait inévitable ; elle était apportée à la fois par les énormes dépenses de la guerre d'Amérique et le refus de toute l'aristocratie (mais aussi des banquiers) de contribuer sérieusement au soutien financier de l’État ».
La France dépensa un peu moins de 2 millions de livres dans ses expéditions militaires, douze fois moins que son financement indirect, via les 12 millions de livres prêtés aux Américains et les 12 autres millions qu'elle leur donna pour la guerre .
Après la Guerre, la France consentit aux États-Unis une avance de six millions de livres pour la reconstruction du pays. Les historiens Jean Tulard et Philippe Levillain estiment que le coût de l'aide apportée par la France à l'indépendance américaine a « précipité la chute de Louis XVI ».
Le remboursement de cette dette commença en novembre 1790, et se poursuivit jusqu'en décembre 1792, pour un premier montant de 29 717 689 francs, somme sur laquelle on comptait plus de 23 millions en intérêts. En janvier 1793, il restait 29 157 000 francs à payer. Le 3 mars 1795, le Congrès américain transforma sa dette souveraine en emprunt domestique ouvert jusqu'en décembre 1796 : ainsi, le gouvernement fédéral pouvait continuer à rembourser la France. Le 25 janvier 1795, le Comité de Salut public nomma James Swann & Co, négociant et commissaire du gouvernement français, chargé de suivre le recouvrement et la liquidation de la dite créance. Le compte exact en fut arrêté à la somme de 14 336 619 francs. Le solde fut payé en titres américains avec intérêt de 5,5 % pour la somme de 10 586 776 francs, tandis que la somme de 969 696 francs était négociée à 4,5 % par James Swann au mieux des intérêts de la France. Ainsi fut définitivement éteinte cette créance.

### Conséquences politiques et constitutionnelles
Politiquement, la nouvelle nation était aussi en grand danger, en raison du doute de voir les 13 États concilier leurs intérêts conflictuels et, la Royal Navy étant repartie avec les Anglais, trouver les moyens de se défendre contre les puissances étrangères présentes non loin, France et Espagne.
La confédération de type très souple et minimal établie pendant la guerre reflétait la crainte presque générale parmi les habitants qu’un gouvernement central fort verse dans la tyrannie, comme l’ancien gouvernement britannique. Elle prive ainsi le gouvernement fédéral de pouvoir exécutif et de véritable pouvoir de lever des taxes, symbole de l'ex-oppression anglaise. Certains États vont contrecarrer rapidement toute mesure dans ce sens, tandis que beaucoup d'entre eux se sont fait concurrence, dans leurs projets au plan commercial. Face à ces problèmes, en 1787, une convention de délégués a été réunie, la Convention de Philadelphie. Elle a écrit une Constitution entièrement nouvelle à cette occasion, qui instauré via le compromis des trois-cinquièmes (Three-fifths compromise) entre les colonies du Nord et du « Old South ». Ce texte a instauré des règles de comptage des personnes représentées à la Chambre des représentants, en déclarant qu'un esclave est comptabilisé à hauteur de trois cinquièmes d'un homme libre. Ce compromis proposé par James Wilson et Roger Sherman fut inscrit dans la Constitution des États-Unis, dans l'article premier.
Dès la période de guerre, la plupart des conflits d’intérêts entre les colonies portaient sur la question de l’esclavage, jugée vitale par celles du Sud, y compris en matière d'impôt et de contribution au budget fédéral. Les délégués du Nord plaidaient pour des évaluations basées sur la population totale, mais quatre colonies du sud ont voulu exclure les esclaves, la cinquième, la Géorgie, restant divisée. Dans une version adoptée pendant la guerre, il avait été décidé de se baser sur la valeur des biens totale de chaque État, mais il s'est avéré trop difficile de calculer la valeur des biens immobiliers et dès 1783, le Congrès a examiné un amendement visant à se baser sur la population. Mais les délégués des colonies à forte population d’esclaves ont souhaité à nouveau exclure ces derniers dans le calcul. Une première proposition de compromis des 3/5 en matière de fiscalité, qui en découle, n’a cependant pas été adoptée car 4 colonies n’ont pas ratifié l’amendement. Mais elle a constitué une référence pour la clause des compromis des trois-cinquièmes de 1787, d'autant que la question de l'indemnisation des propriétaires d'esclaves n'avait pas été résolue.
Dans tous les États du Sud, surtout au Maryland et en Caroline du Sud, la représentation a été calculée pour donner aux régions plus anciennes et plus riches de la côte le moyen de contrôler les assemblées législatives, chargées aussi de désigner la plupart des fonctionnaires locaux. Seule la Géorgie n'a pas suivi. Tous les nouveaux États du Sud ont restreint leur droit de vote aux hommes propriétaires fonciers ou contribuables et créé des conditions d'éligibilité très contraignantes. Au Maryland, les députés devaient posséder au moins 500 livres. En Caroline du Sud, les sénateurs de l'État devaient en détenir au moins 2000.

### Conséquences pour les femmes
Tandis que les hommes étaient massivement mobilisés pour la guerre dans certaines colonies du sud, les femmes géraient les plantations, fermes et entrepôts, face aux pénuries et à l’inflation, renchéries par les taxes levées pour financer la guerre.
Au début de la guerre, elles ont boycotté par patriotisme les produits de « luxe » importés de Grande-Bretagne comme le thé et les textiles haut-de-gamme et filé puis tissé pour montrer l'exemple. Un poème dans la Gazette de Virginie les a appelé à oublier le thé dès 1773. Au cours du mois d'octobre 1774 en Caroline du Nord, 51 femmes d’Edenton ont signé une pétition réclamant ce boycott et, forte du prestige découlant de ce boycott, pour la première fois des femmes ont publié dans les journaux sur des sujets politiques. La Caroline du Sud a changé ses lois sur l'héritage pour donner aux filles les mêmes droits que leurs frères, mais ce fut une exception. La féministe anglaise radicale Mary Wollstonecraft, qui appelait à la pleine égalité des sexes dans un texte de 1792 n'a pour autant été suivie. Alice DeLancey Izard, issue d'une riche famille de la Caroline du Sud, l'a même traitée de femme « vulgaire et effrontée ».

### Conséquences politiques et religieuses pour l'esclavage
Les baptistes s'opposant à l’esclavage ont obtenu satisfaction juste après la guerre, en 1785, quand le « General Committee of Virginia Baptists » a qualifié l’esclavage de « contraire à la parole de Dieu » puis en 1789 de « privation violente des droits de la nature et incompatible avec le gouvernement républicain ». La même évolution conduit à la scission religieuse de 1784, qui voit les méthodistes quitter l’Église épiscopale héritière de l'anglicanisme. Leur choix est motivé par leur souhait de mesures pour « extirper cette abomination (de l’esclavage) du milieu de nous ».
Plusieurs propriétaires très croyants ont fait scandale, car ils ont libéré leurs propres esclaves, comme Robert Carter, l'un des plus riches de tous les Virginiens, avec environ 500 esclaves, qui décide ensuite de leur louer des terres et de leur verser des salaires. Il prend cette voie dès 1778, provoquant le scandale chez ses fils et gendres, qui se voient ainsi en grande partie déshérités. Même s'ils furent des exceptions, le nombre de Noirs libres en Virginie s'est rapidement envolé, pour dépasser 20000 en 1800, tout en ne représentant que moins de 10% de la population noire. Dans ce nouvel État, l'accroissement de la population noire s'est faite uniquement par des naissances, comme c'était déjà presque le cas avant la guerre, car l’épuisement des sols a conduit les petits planteurs du Piedmont (États-Unis) et de la zone dite « Tidewater », qui le sépare de l'atlantique, affaiblis par la Guerre, à passer du tabac aux céréales et donc à vendre leurs esclaves à des planteurs plus riches du « Southside », zone proche de la Caroline du Nord, où ces derniers ont par ce biais augmenté de moitié leur récolte de tabac entre 1785 et 1790: dès 1800, le « Southside » était à 57 % habité par des esclaves.
Plus au Nord, au moins cinq des nouveaux États de la Nouvelle-Angleterre et de la Pennsylvanie, bastion historique des quakers, ont réagi à la guerre par l’abolition de l’esclavage, via des voies différentes. L'abolition est passée par les actions devant les tribunaux dans le New Hampshire et le Massachusetts. En Pennsylvanie en 1780, dans le Connecticut et le Rhode Island en 1784, l'abolition a pris la forme du vote d'une loi exigeant une émancipation graduelle, le Rhode Island ayant des ports négriers.
Mais juste après la guerre, James Madison prit des mesures pour faciliter la traque des esclaves en fuite et augmenter le pouvoir politique des planteurs du Sud, tandis qu'à la fin des années 1780, une nouvelle loi sur l'esclavage durcit encore le tout par « affirmation de la suprématie blanche ».
Dans les colonies de plantation du sud, l'esclavage a non seulement continué, mais s'est accompagné d'une hostilité virulente à l’abolitionnisme, via des pétitions ouvertement racistes en Virginie, ou plus violemment en Caroline, comme à Charleston ou en 1788, où des héritiers de planteurs ont symboliquement lapidé des lieux de prêche des méthodistes. Pour eux, libérer les esclaves est dangereux, car ils risquent de se venger  et sont incapables de vivre en paix compte tenu des nombreuses révoltes d'esclaves spécifiques à l'histoire de la colonie de Caroline, où les esclaves amérindiens fuyaient dans la forêt alors que les Noirs le faisaient moins souvent, mais revenaient libérer d'autres esclaves par la force. Après la Guerre, certains baptistes et méthodistes autrefois abolitionnistes changent d'idée sous la pression de leurs proches, pour prôner un « évangile des plantations ».

### La saga du projet d'indemnisation des propriétaires d'esclaves
Réclamé dès la fin des hostilités en 1783 par leurs ex-propriétaires, le projet d'indemnisation pour esclaves perdus pendant la guerre restera pendant onze ans un point d'achoppement du projet de Traité de Londres (1795) signé le 19 novembre 1794, qui déclenche l'impopularité du président Jay, son rival, du parti français à Washington, Thomas Jefferson, fustigeant le négociateur américain, un anti-esclavagiste militant, qui n'obtint pas gain de cause. L'article 7 traite des esclaves volés, mais «on ne dit rien [...] des esclaves qui avaient été emportés ».
Mécontent de la fermeté anglaise sur ce point litigieux, le Congrès américain avait voté dès 1789 la taxe à l'importation de coton de Saint-Domingue ou des îles anglaises, de 3 cents par livre, pour ramener sur le sol américain le Sea Island cotton, cultivé aux Bahamas pendant la guerre d'indépendance par des loyalistes exilés, puis implanté en Caroline du Sud et en Géorgie. Le désaccord sur l'indemnisation des propriétaires d'esclaves ne sera finalement réglé qu'après la guerre de 1812 lors du traité de Gand.

### La révolution américaine: un modèle?
La révolution américaine a influencé les autres pays et fait partie des révolutions atlantiques de la fin du XVIIIe et du début du XIXe siècle. L'organisation du pouvoir américain a instauré la stabilité et l'équité des pouvoirs exécutif, législatif et juridique, lesquels étaient assignés de tâches particulières, mais qui restaient régis par le chef d'État et son Premier ministre.
La révolte des « patriotes du Cap » (Afrique du Sud actuelle) contre l'administration coloniale s'inspira de la révolution américaine. 
Selon l'historien Jean-Clément Martin, spécialiste de la Révolution française, la révolution américaine n'a pas été « la matrice des consciences politiques révolutionnaires ; puisqu'un tiers seulement des Français engagés dans la guerre d’indépendance se rallient ensuite à la cause révolutionnaire, un autre tiers passant à la contre-révolution, le reste demeurant peu motivé par la politique. »

### Conséquences pour le Canada
La guerre influence l'histoire du Canada, alors en majorité francophone (environ 90 000 francophones), où se réfugient 50 000 loyalistes à la Couronne britannique tandis que 20 000 autres optent pour les colonies des Caraïbes.

### Historiographie
La révolution américaine fut d'abord vue par les contemporains comme la confrontation entre les colons et la couronne britannique.
Pendant la guerre froide, les historiens français exceptionnalistes considéraient que la révolution américaine était imparfaite parce qu'elle n'était pas sociale. De leur côté, les exceptionnalistes américains soulignaient l'échec final de la révolution française de 1789 (établissement du Premier Empire, Restauration monarchique) et mettaient en avant l'antériorité du soulèvement américain. Dans les années 1970, l'historiographie de la révolution américaine se renouvelle grâce aux études d'Edward Countryman, Alfred Young ou Gary Nash. Elle s'attache à élargir le sujet en s'intéressant à l'histoire sociale et non plus seulement aux événements. Elle met en valeur, au travers de nombreuses monographies, le rôle des Noirs, des femmes ou encore de la foule ; on peut comparer la démarche à celle de l'école des Annales en France. Dans les années 1980, les discussions historiographiques opposaient les historiens libéraux ou républicanistes. Depuis quelques années, les historiens et le grand public reviennent à l'étude des grands personnages de la révolution américaine, en particulier des plus conservateurs.

### Descendants des combattants de la guerre d'Indépendance
- Parmi eux nombre de réfugiés français de Saint-Domingue en Amérique
- Les fils de la révolution américaine[42]
- Société des Cincinnati[43]